# Albrecht Graf von Bernstorff

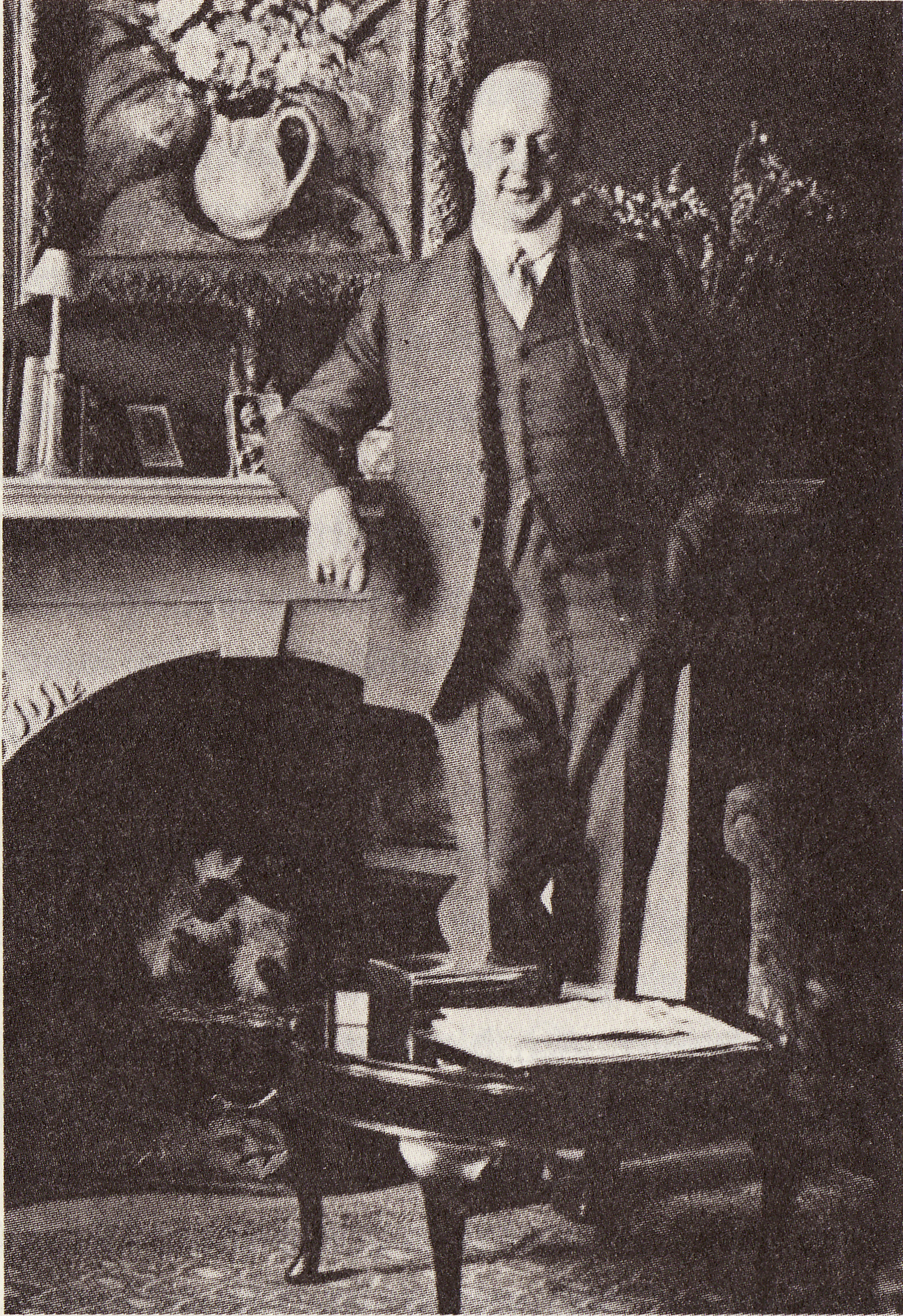
Albrecht Graf von Bernstorff (um 1930)

Albrecht Theodor Andreas Graf von Bernstorff (* 6. März 1890 in Berlin; † vermutlich 23. oder 24. April 1945 ebenda) war ein deutscher Diplomat und Widerstandskämpfer gegen den Nationalsozialismus. Er gehörte zu den bedeutendsten Angehörigen des Widerstandes aus dem Umfeld des Auswärtigen Amtes und war ein herausragender Kopf der bürgerlich-liberalen Opposition.
Bernstorff war von 1923 bis 1933 an der Deutschen Botschaft London tätig, wo er sich bleibende Verdienste um die deutsch-britischen Beziehungen erwarb. 1933 wurde er von den NS-Machthabern in den einstweiligen Ruhestand versetzt – er hatte den Nationalsozialismus von Beginn an abgelehnt. 1940 verhafteten die Nationalsozialisten Bernstorff und deportierten ihn in das KZ Dachau, aus dem er jedoch einige Monate später wieder entlassen wurde. Bis zu seiner erneuten Verhaftung 1943 half er verfolgten Juden und war Mitglied des Solf-Kreises, einer bürgerlich-liberalen Widerstandsgruppe. Bernstorff knüpfte über Adam von Trott zu Solz die Beziehungen zwischen dem Solf-Kreis und dem Kreisauer Kreis. Außerdem konnte er durch seine Auslandskontakte Verbindungen mit einflussreichen Kreisen für den Widerstand knüpfen, was der Vorbereitung des Attentats vom 20. Juli 1944 diente.
Nach seiner erneuten Verhaftung wurde Bernstorff im Gestapo-Hauptquartier und seit Februar 1944 im KZ Ravensbrück inhaftiert. Im Dezember 1944 erfolgte seine Verlegung in das Zellengefängnis Lehrter Straße in Berlin-Moabit, wo er nahezu täglich von der Gestapo verhört wurde. Ende April 1945 wurde Albrecht Graf von Bernstorff von der SS ermordet.

## Herkunft

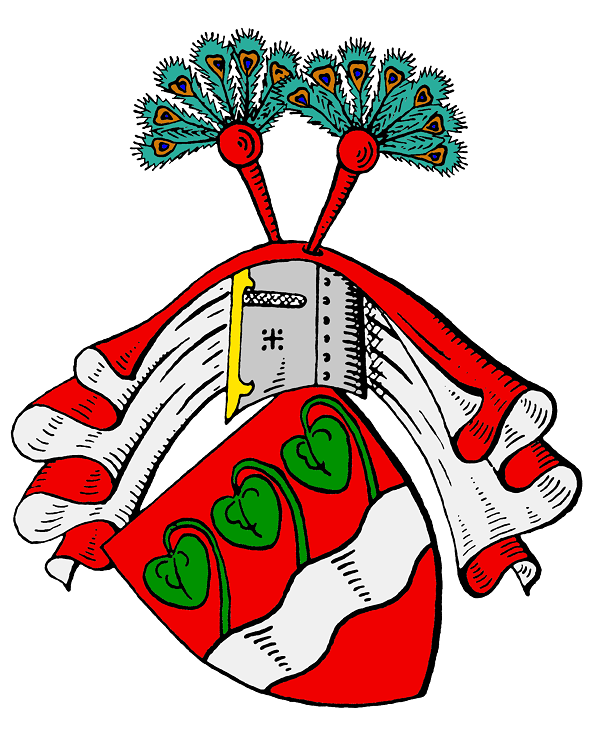
Wappen derer von Bernstorff

Albrecht Graf von Bernstorff entstammte dem mecklenburgischen Uradel. Das Adelsgeschlecht derer von Bernstorff hatte über Generationen bedeutende Staatsmänner und Diplomaten hervorgebracht. Besondere Bedeutung hatten sie in Dänemark erlangt, wo Johann Hartwig Ernst von Bernstorff im 18. Jahrhundert als Staatsminister die Aufklärung entschieden gefördert hatte. 1740 erwarb er Stintenburg und Bernstorf am Schaalsee, an der Grenze zwischen dem Herzogtum Lauenburg und dem Großherzogtum Mecklenburg-Schwerin. Sein Neffe, Andreas Peter von Bernstorff, vertrat im ausgehenden 18. Jahrhundert als Außenminister die Interessen Dänemarks. Trotz der landadligen Lebensverhältnisse gehörte die Familie Bernstorff so nie vollkommen zum erzkonservativen Junkertum Ostelbiens, sondern richtete den Blick immer ins Ausland: Die diplomatische Familientradition hatte einen einzigartigen Kosmopolitismus hervorgebracht, verbunden mit einer allgemein eher liberalen Weltanschauung.
Bernstorffs Großvater, Albrecht von Bernstorff (1809–1873), war preußischer Außenminister und deutscher Botschafter in London gewesen. Sein Vater, Andreas Graf von Bernstorff (1844–1907), stand ebenfalls in preußischen Staatsdiensten und vertrat als Reichstagsabgeordneter für die Deutsche Reichspartei die Interessen des Wahlkreises Lauenburg. Zudem war er sehr religiös und erzog seine Kinder im Geist des Pietismus. Seine Rolle als Kirchenpatron nahm er intensiv wahr. Darüber hinaus beteiligte er sich an der Gründung des deutschen CVJM und der deutschen Evangelischen Allianz. 1881 heiratete Andreas Graf von Bernstorff Augusta von Hottinger, die aus der Zürcher Patrizierfamilie Hottinger stammte. Das erste Kind, Albrecht, wurde erst nach neun Jahren geboren.

## Kindheit und Jugend: 1890–1909

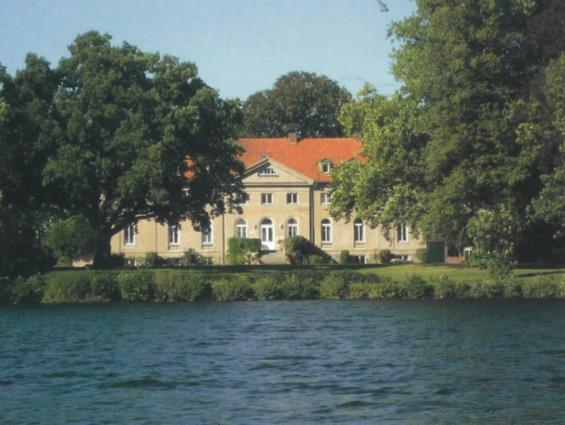
Stintenburg – Familiensitz und Wohnort Albrecht Graf von Bernstorffs.

Die identitätsstiftenden Orte seiner Jugend waren Berlin und der Familiensitz Stintenburg. Seine Schulausbildung erhielt er hauptsächlich durch Hausunterricht in der Reichshauptstadt. Obwohl die strenge Religiosität des Vaters den Alltag prägte, übernahm Albrecht nichts von diesem Charakterzug. Statt der vorgelebten Sittenstrenge fand er bereits in Jugendjahren zu Liberalität und Toleranz gegenüber Andersdenkenden. Oftmals verstärkte der Kontrast zur Lebensweise des Vaters diese Entwicklung noch, was teilweise zu Spannungen zwischen Vater und Sohn führte. Dagegen war das Verhältnis zur Mutter überaus innig. Erst kurz vor ihrem Tod kam es zu Verstimmungen in dieser Beziehung, als Bernstorff versuchte, sein Leben selbständig und unabhängig von der Mutter zu führen. Seine Emotionen zeugen von einer bis dato sehr engen Bindung zur Mutter.
Seine Jugend verbrachte Bernstorff hauptsächlich in der Metropole Berlin, den Familiensitz Stintenburg kannte er lediglich von Ferienaufenthalten. Als Primaner wurde die Ausbildung durch Privatlehrer durch einen kurzen Besuch des Kaiserin-Augusta-Gymnasiums in Berlin ergänzt. Dort legte er 1908 sein Abitur ab. Besonderes Interesse brachte er dem Erlernen von Fremdsprachen entgegen, besonders des Englischen, das er seit seiner Jugend fließend sprach. Als 1907 sein Vater verstarb, wurde Albrecht Graf von Bernstorff mit nur 17 Jahren Familienoberhaupt und Gutsherr auf Stintenburg, bis zu seinem 25. Geburtstag allerdings unter der Vormundschaft seines Onkels. Nach dem bestandenen Abitur trat Albrecht Graf von Bernstorff in eine landwirtschaftliche Lehre auf einem Schlossgut in der Provinz Brandenburg ein.

## Rhodes-Stipendiat in Oxford 1909–1911

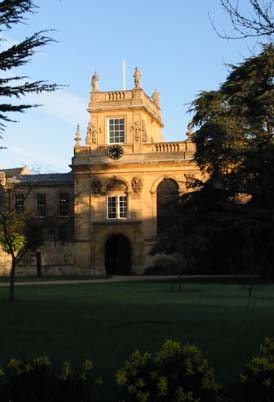
Trinity College (Oxford). Der Studienaufenthalt in Oxford von 1909 bis 1911 prägte Albrecht Graf von Bernstorff entschieden mit.

1909 erhielt Bernstorff die Nachricht, den Zuschlag für ein Rhodes-Stipendium bekommen zu haben. Seit 1902 vergibt die Rhodes-Stiftung Vollstipendien an junge Menschen aus Großbritannien, den USA und Deutschland, das ihnen ein Studium an der renommierten University of Oxford ermöglicht. Bernstorff brach seine landwirtschaftliche Ausbildung ab und immatrikulierte sich am 8. Oktober 1909 als Student der Volkswirtschaftslehre am Trinity College. Seine dortigen Leistungen wurden überwiegend als eminent satisfactory bewertet. Die herausragenden Möglichkeiten, die ihm Oxford bot, nutzte Bernstorff, um eine denkbare diplomatische Karriere möglichst gut vorzubereiten. Er gehörte 1911 zu den Mitbegründern des Hanover Club, eines deutsch-britischen Debattierclubs, der das gegenseitige Verständnis fördern sollte. Das erste Wortgefecht betraf das Thema Anglo-German Relations und wurde von Bernstorff geleitet. Unter den deutschen Stipendiaten an der Universität Oxford nahm Bernstorff stets eine Sonderstellung ein, auch durch seine Beziehungen zum Deutschen Oxford-Club, der deutschen Alumni-Organisation der Rhodes-Stiftung, vor der er schon im Dezember 1909, wenige Monate nach seiner Immatrikulation, von seinen Erfahrungen berichtete. Zum Abschluss seines Studienaufenthalts hielt Bernstorff im Namen aller Stipendiaten eine Rede vor Alfred Milner, 1. Viscount Milner, dem Gouverneur der Kapkolonie, und dem Botschaftsrat der Deutschen Botschaft London, Richard von Kühlmann.
In Oxford knüpfte A.T.A., wie Bernstorff in Abkürzung seiner Vornamen in Großbritannien genannt wurde, zahlreiche Freundschaften: Zu seinen Kommilitonen gehörten Adolf Marschall von Bieberstein, der Sohn des deutschen Botschafters in Konstantinopel, Alexander von Grunelius, ein elsässischer Adliger und ebenfalls späterer Diplomat, Harald Mandt, späterer Geschäftsmann und ebenfalls Rhodes-Stipendiat, und der Brite Mark Neven du Mont, der nach dem Studium zum einflussreichen Verleger aufstieg. Obwohl Bernstorff unter starkem Heuschnupfen litt, ruderte er für sein College. In Oxford entwickelte er eine tiefe Zuneigung zur britischen Lebensart und festigte seine liberalen Ansichten. Charakteristisch dafür ist die starke Betonung des Begriffs free competition: In einem freien Wettbewerb soll sich herausstellen, welche Vorstellung oder welche Person die geeignetere oder bessere ist – nicht nur in der Wirtschaft. Damit hatte er früh seine politische Heimat gefunden, der er zeitlebens treu blieb.
1911 legte Bernstorff Diplome in Political Science und Political Economy ab. Als Essenz seiner Erfahrungen in Oxford verfasste er zudem mit Alexander von Grunelius die Schrift Des Teutschen Scholaren Glossarium in Oxford, die zukünftigen Stipendiaten auf humorvolle Weise Ratschläge für das Studium in Oxford und Hinweise zu englischen Eigenarten mit auf den Weg gab. Den unkomplizierten Umgangston und ein gewisses Überlegenheitsgefühl, einer Elite anzugehören, beschrieb er nicht nur, er machte es sich über die Jahre selbst zu eigen.

## Studium in Berlin und Kiel: 1911–1914

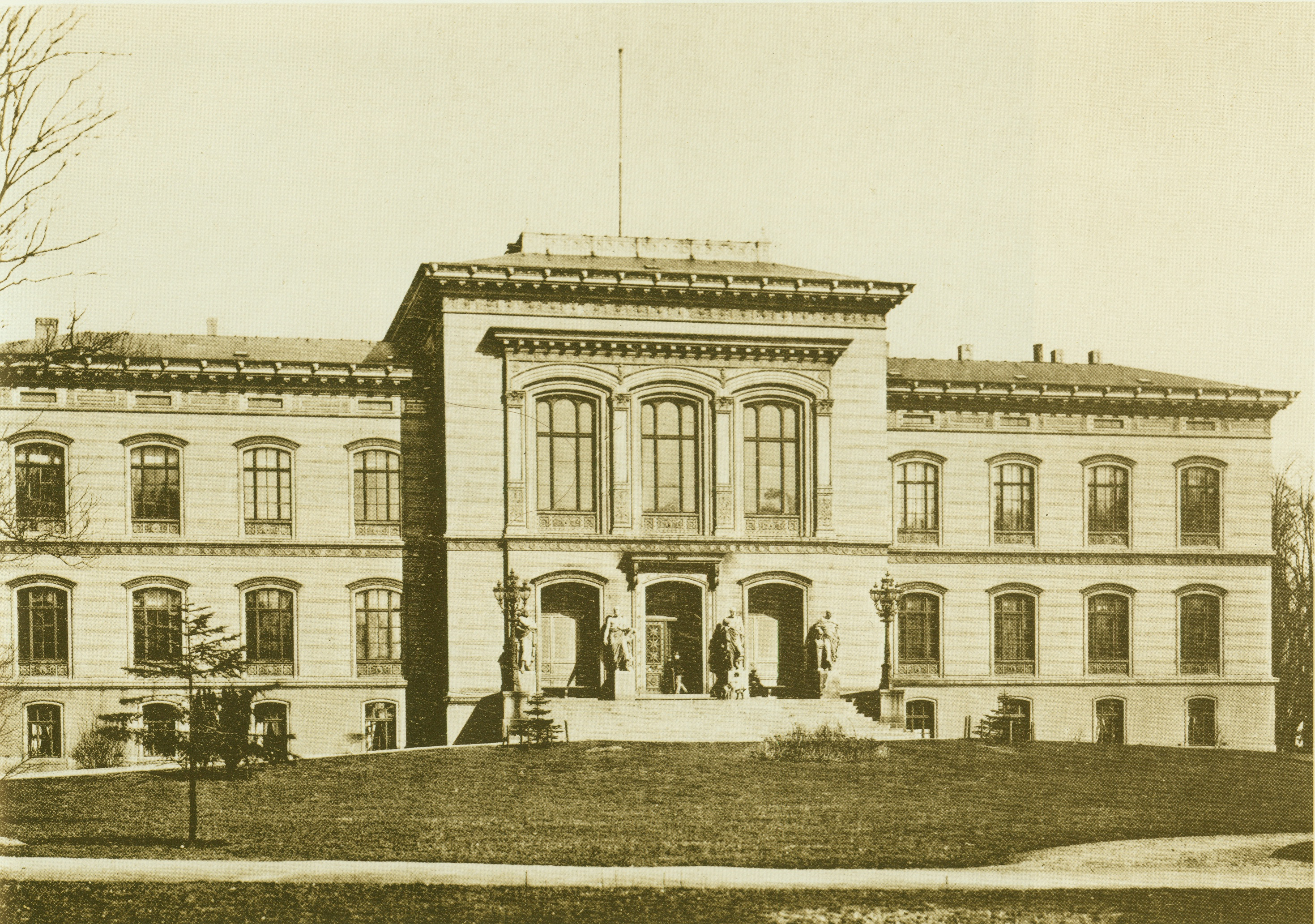
Hauptgebäude der Universität Kiel – von 1911 bis 1914 Studienort Bernstorffs.

Die Rückkehr aus Großbritannien fiel Bernstorff nicht leicht. Er schrieb sich zunächst als Student der Rechtswissenschaft an der Friedrich-Wilhelms-Universität in Berlin ein. Doch ab dem 1. Oktober 1911 musste er seinen Militärdienst ableisten. Als Einjährig-Freiwilliger ging er zum renommierten Garde-Kürassier-Regiment. Nach nur einem halben Jahr wurde er wegen Heuschnupfen und Asthmaanfällen entlassen, die aus einer Pferdehaarallergie resultierten. Dem Militärwesen begegnete Bernstorff ohnehin mit großer Distanz. Er ging an die Christian-Albrechts-Universität zu Kiel, wo er das Jura-, Staatswissenschafts- und Volkswirtschaftslehre-Studium fortsetzen konnte. Nach den Eindrücken aus Oxford wirkte Kiel allerdings provinziell auf Bernstorff. Er versuchte, der Stadt möglichst oft zu entkommen: So konnte er Stintenburg als Fluchtpunkt nutzen, wohin er sich seit dem Sommer 1912 zahlreiche Freunde einlud. Daneben kümmerte er sich um Friedrich von Bethmann Hollweg, den Sohn des Reichskanzlers Theobald von Bethmann Hollweg. Neben Stintenburg hielt sich Bernstorff häufig in Berlin auf, wo er mit seinem Onkel Johann Heinrich Graf von Bernstorff erste politische Gespräche führte. Johann Heinrich Graf von Bernstorff war ein einflussreicher Diplomat und außenpolitischer Berater Bethmann Hollwegs und zum damaligen Zeitpunkt deutscher Botschafter in Washington. Seine liberalen Ansichten und seine Erfahrungen in der Diplomatie machten ihn zu einem Vorbild für seinen Neffen Albrecht. Vielleicht wird die Rolle des Onkels für mein Leben noch sehr mitbestimmend werden. Alles, was ich seit meinen Kinderjahren erstrebt habe, vertritt er ja eigentlich.
Im April 1913 reiste Albrecht Graf von Bernstorff nach Großbritannien. Neben Besuchen in Oxford und London verbrachte er einige Tage auf der Isle of Wight. Er wurde immer mehr von Selbstzweifeln befallen und hatte Angst, den an ihn gestellten Erwartungen niemals genügen zu können. Insbesondere der Aufenthalt in Oxford belastete ihn emotional sehr schwer, was beinahe in Selbstmord mündete. Als junger Mann war er weich, leicht entmutigt und trüben Gedanken zugänglich. Auch später befielen ihn immer wieder Depressionen und tiefsitzende Angst, nicht gut genug zu sein oder nicht das richtige Leben zu führen. Er versuchte dann, seinen Emotionen durch erhöhte Aktivität zu kompensieren. Gerade zu dieser Zeit beschloss er, einmal Parlamentarier zu werden.
So sehr Albrecht Graf von Bernstorff seine Kieler Jahre als nutzlos ansah, entstand damals die tiefste Beziehung seines Lebens. Er lernte Elisabeth Benvenuta Gräfin von Reventlow, genannt Elly, kennen, die mit Theodor Graf von Reventlow, dem Gutsherrn von Altenhof (bei Eckernförde) verheiratet war. Bernstorff war häufig zu Besuch auf Altenhof und er entwickelte eine sehr enge Beziehung zu Elly Reventlow. Sie sei die Frau meines Lebens, die große Erfahrung meines Daseins. Auch wenn beide keine Liebesbeziehung verband – Reventlow war verheiratet und ihrem Mann treu – gelang es, eine tiefe freundschaftliche Vertrautheit zwischen ihnen ein Leben lang aufrechtzuerhalten.
Bereits am 1. November 1913 hatte Bernstorff sich im Auswärtigen Amt vorgestellt, wo man ihm riet, nach seinem Examen wiederzukommen. Dieses konnte er am 16. Juni 1914 an der Universität Kiel ablegen und begann wenige Tage später am Amtsgericht Gettorf sein Referendariat, das bis ins Jahr 1915 dauern sollte. Er bemühte sich, nach dem Referendariat in den diplomatischen Dienst aufgenommen zu werden, auch um einem trotz seiner eingeschränkten gesundheitlichen Eignung drohenden Einzug zum Militärdienst zuvorzukommen. Am 14. Juli 1914 schickte er der Personalabteilung des Auswärtigen Amtes sein Aufnahmegesuch; zudem nahm sein Onkel Percy Graf von Bernstorff zu seinen Gunsten Einfluss. Dennoch dauerte es bis zum 8. Januar 1915, bis Albrecht Graf von Bernstorff seinen Dienst antreten konnte: Sein erster Posten war der eines Attachés an der deutschen Botschaft Wien.

## Erster Weltkrieg in Wien: 1914–1917
Am 1. August 1914 brach der Erste Weltkrieg aus. Während dies die Mehrheit seiner Zeitgenossen in patriotische Hochstimmung versetzte, quälte ihn der Gedanke, vielleicht selbst kämpfen zu müssen. Da es mir an Begeisterung etwas fehlt – der Krieg ist das Schreckgespenst meines Lebens – gegen die westlichen Nachbarn, so weiß ich nicht, ob es meine Pflicht ist, zu gehen, ehe ich gerufen werde. […] Dass wirklich Krieg ist, erscheint mir immer noch ein böser Traum. Bernstorff versuchte, sich durch eine verstärkte Beschäftigung mit Kunst ablenken zu können. Er las die britischen Autoren John Galsworthy, Robert Louis Stevenson und H. G. Wells. Daneben besuchte er die Uraufführung von George Bernard Shaws Pygmalion. Zum deutschen Expressionismus fand er über René Schickele und Ernst Stadler einen Zugang, während ihn auf der Bühne vor allem der Jugendstil-Dichter Karl Gustav Vollmoeller interessierte. Bernstorff setzte sich auch mit den Werken Stefan Georges auseinander, dessen mythisch-sakrale Vorstellungen er aber ablehnte. Er las Werke des Philosophen Henri Bergson und bewunderte die Dichtungen des Inders Rabindranath Thakur. Außerdem begeisterte ihn der Chassidismus, eine mystische Richtung des Judentums.

### Diplomatische Lehrjahre: 1914–1915

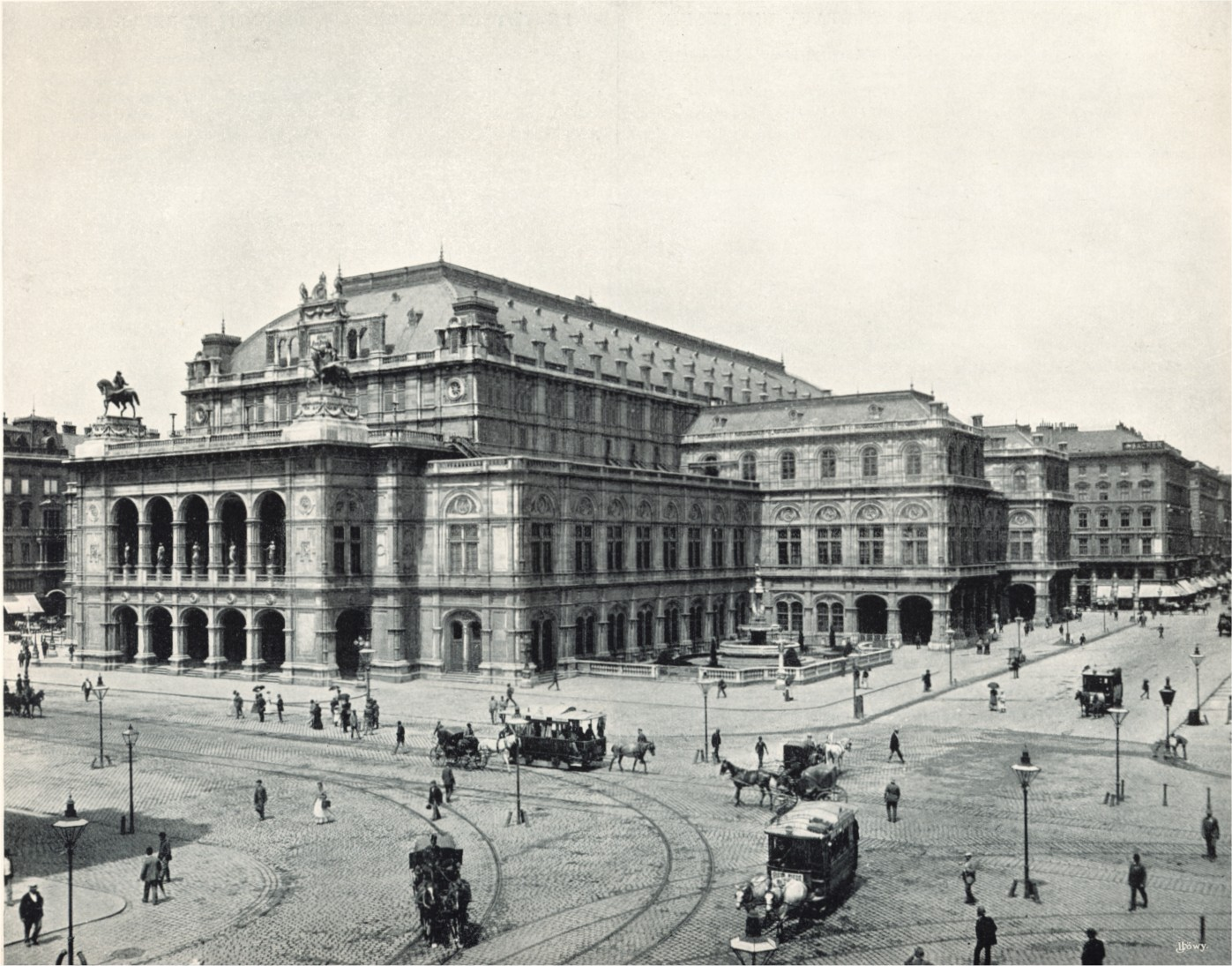
Wiener Staatsoper um 1898

Albrecht Graf von Bernstorff trat seinen Posten in Wien gerne an und freute sich, wieder im Ausland zu sein. Der deutschen Botschaft stand zu dieser Zeit Heinrich Leonhard von Tschirschky und Bögendorff vor, mit dem er allerdings zunächst weniger zu tun hatte. Nachdem Bernstorff zunächst mit rein bürokratischen Tätigkeiten betraut worden war, wünschte er sich zunehmend, mehr politische Aufgaben übernehmen zu können. Er begriff in den ersten Wochen seiner Tätigkeit in Wien, dass die deutsche Vertretung im Weltkrieg eine herausragende Rolle spielte. Von dort nahm die deutsche Diplomatie Einfluss auf die Meinungsbildung der österreichischen Regierung und umgekehrt. In Wien erlebte Bernstorff die ausgehende Habsburg-Monarchie; er wurde am 27. Januar 1915 dem greisen Kaiser Franz Joseph vorgestellt, dessen Aura ihn tief beeindruckte. Daneben lernte er bald einflussreiche Politiker Österreich-Ungarns kennen, darunter den Außenminister Stephan Baron Burián, den Hofmeister Alfred von Montenuovo und den Ministerpräsidenten Karl Stürgkh. Inhaltlich befasste sich Bernstorff in den ersten Monaten vor allem mit Italien, das zunächst neutral blieb, sich dann jedoch mit dem Londoner Vertrag im April 1915 auf Seiten der Entente stellte. Die Botschaft versuchte vergeblich, einen Kriegseintritt Italiens zu verhindern.
Im Winter 1915 richtete Bernstorff unter Nennung seiner Funktion als Attaché eine Petition an den Reichstag, in der er im Namen aller deutschen Rhodes-Stipendiaten eine besonders gute Behandlung aller in deutscher Kriegsgefangenschaft befindlichen ehemaligen Studenten der Universitäten Oxford und Cambridge erbat. Für dieses bewusste Dienstvergehen wurde Bernstorff ermahnt. Seine Beziehungen zu Entscheidungsträgern im Auswärtigen Amt und der Reichskanzlei, insbesondere zu Julius Graf von Zech-Burkersroda, Kurt Riezler und Richard von Kühlmann, verschafften ihm aber großen Eindruck, weshalb das Vergehen seine Position in keiner Weise erschütterte. Zudem lobte ihn sein unmittelbarer Vorgesetzter, Botschafter Tschirschky, als überdurchschnittlich begabtes junges Talent und beurteilte ihn regelmäßig positiv.
Politisch orientierte er sich an der bürgerlich-demokratischen Fortschrittlichen Volkspartei und unterstützte seit dem Ausbruch des Ersten Weltkrieges die Burgfriedenspolitik des Reichskanzlers Theobald von Bethmann Hollweg, den er mit deutlicher Sympathie betrachtete und in den er große Hoffnungen setzte. Wie bei vielen Liberalen wandelte sich jedoch auch Bernstorffs Ansicht, als Bethmann Hollweg den Alldeutschen zu große Zugeständnisse machte. Im Winter 1915/1916 hielten sich zahlreiche österreichische Honoratioren und deutsche Politiker in der Botschaft auf, neben dem österreichischen Thronfolger Karl sogar zweimal Kaiser Wilhelm II. Besonderen Eindruck machten die Veranstaltungen deutscher liberaler Politiker, darunter Bernhard Dernburg und allen voran Friedrich Naumann. Bernstorff befasste sich intensiv mit Naumanns Buch Mitteleuropa, in dem dieser eine liberale Vision eines friedlichen Wettbewerbs der Nationen zeichnete, sich jedoch gleichzeitig eine deutsche Hegemonie in Europa wünschte.
Insgesamt festigte sich sein politisches Weltbild durch den Krieg: Die Schlacht bei Ypern und ab 1916 die Schlacht um Verdun mit ihren unfassbaren Opferzahlen führten zu einer scharfen Ablehnung des Krieges. Bernstorff schrieb: Ob nicht wirklich der soziale Staat der Zukunft sich auf wirtschaftliche Kämpfe beschränken wird, nicht auf organisierte Gemeinheit? Die Ansichten der Militärs verurteilte er heftig: Die Marine-Politik Alfred von Tirpitz’ nannte er alldeutschen Terrorismus und wünschte Tirpitz an den Galgen. Er befürchtete nicht nur ein wirtschaftliches Elend in der Zeit nach dem Weltkrieg, sondern auch die Möglichkeit politischer Extreme: Die Verletzung auf beiden Seiten war so infam, dass man sie nie ganz wird vergessen können und immer vor der Explosion der niedrigsten Instinkte der Massen wird auf der Lauer sein müssen. Außenpolitisch erhoffte er sich einen Ausgleichsfrieden mit den USA als Vermittler. Nach innen sollte das Kaiserreich grundlegend reformiert und demokratisiert werden. Doch dafür wäre für ihn eine große, demokratische konservative Kraft nötig gewesen, die gemeinsam mit den Liberalen eine Regierung hätte bilden können. Dafür hätten sich die Konservativen aber seines Erachtens viel stärker vom erstarkenden alldeutschen Nationalismus abgrenzen müssen.

„Es gibt Augenblicke, wo ich mich frage, ob ich im Staatsdienst bleiben kann, wenn das so weiter geht – diese Art von Deutschtum zu vertreten, ist mir unmöglich, und nur der Wunsch, sich nicht herausekeln zu lassen […] und die Hoffnung auf andere Zeiten hält einen.“

### Auf dem Weg zu sich selbst: 1915–1917

Albrecht Graf von Bernstorff

Wien bedeutete für Albrecht Bernstorff weit mehr als Politik und Diplomatie. Er schloss in dieser Zeit zahlreiche Bekanntschaften und versuchte, durch die Auseinandersetzung mit Kunst und Literatur seinen eigenen geistigen Weg zu finden. Die Kreise, in denen er sich bewegte, waren durchweg elitär und von großer Kulturbeflissenheit geprägt. Er traf sich häufig mit dem österreichischen liberalen Politiker Josef Redlich, den Literaten Hugo von Hofmannsthal und Jacob Wassermann sowie dem Bankier Louis Nathaniel von Rothschild und dessen Bruder Alphonse. Bernstorff war des Öfteren auf den Rothschildschen Besitzungen in Langau in Niederösterreich. Von Hofmannsthals Lyrik war dem jungen Attaché schon vor der Bekanntschaft mit dem Dichter vertraut. Bernstorff freute sich über die Freundschaft zu ihm und genoss die geistvollen Gespräche, die sein Interesse für Poesie noch stärkten. Ähnliches gilt für die Bekanntschaft mit Wassermann, dessen Selbstdisziplin er bewunderte. Insgesamt kann diese Zeit als die ästhetischen Jahre Bernstorffs bezeichnet werden.
Diese fanden ihren Höhepunkt in einer zweiwöchigen Rundreise, die ihn im Sommer 1916 zunächst nach Bad Gastein führte, darauf nach Altaussee, wo er seine Freunde Redlich, Wassermann und Hofmannsthal gemeinsam mit dem Dichter Arthur Schnitzler antraf. Weiter ging es nach Salzburg, das er sich von dem Schriftsteller Hermann Bahr zeigen ließ. Die Reise endete in München, wo er Rainer Maria Rilke besuchte. Diese Begegnung war für Bernstorff ein prägendes Erlebnis. Beeindruckt erwarb er sämtliche Werke des Dichters – die Grundlage für seine später äußerst umfangreiche Sammlung moderner Lyrik. Bis in den November 1917 sah Bernstorff Rilke noch mehrmals und blieb dann noch länger mit ihm in Briefkontakt. Er abonnierte die Neue Rundschau und besuchte fast täglich klassische Konzerte, besonders Richard Strauss, dessen Bekanntschaft er im Oktober 1916 machte, fesselte ihn. Daneben beobachtete er die Werke des jungen Komponisten Erich Wolfgang Korngold.
Der bildenden Kunst brachte Bernstorff dagegen weniger Interesse entgegen. Nur ein Maler konnte ihn wirklich begeistern: Der Wiener Victor Hammer schuf 1917 auch mehrere Porträtbilder des Diplomaten, von denen eines auf der Wiener Secession ausgestellt wurde. Daneben reiste er viel: Allein in den drei Jahren nahm er zehnmal Urlaub, um Wien zu verlassen. Seine Ziele waren Linz, Marienbad, Pressburg, Budapest, Dresden oder Berlin, von wo aus er stets Abstecher nach Stintenburg und Altenhof machte. Diese glücklichen Tage des Jagens und Naturgenusses standen im scharfen Kontrast zu seiner melancholisch-einsamen Missgelauntheit: Es gibt Stunden der Verzweiflung – nicht der Depression, aber des Wunderns über die scheinbare Sinnlosigkeit der Dinge, des Lebens. Dieses Lebensgefühl, die Unsicherheit darüber, ob er das richtige Leben lebte, hatte ihn 1913 fast in den Selbstmord getrieben und plagte ihn auch in Wien. Lediglich seiner Freundin Elly Reventlow eröffnete er seine Gedanken, vor denen er sich in Arbeit und in die Literatur flüchtete.
Im November 1916 starb Kaiser Franz Joseph, mit dem für Bernstorff die Epoche seit der Französischen Revolution zu Ende ging, die später das lange 19. Jahrhundert genannt wurde. Er war stolz den letzten Chevalier noch dreimal getroffen zu haben. Von dem jungen Kaiser Karl hatte er ebenfalls einen positiven Eindruck. Nach dem Thronwechsel reiste der neue deutsche Staatssekretär des Äußeren, Arthur Zimmermann mit Admiral Henning von Holtzendorff zu seinem Antrittsbesuch nach Wien, um die verbündete Donaumonarchie für den uneingeschränkten U-Boot-Krieg zu gewinnen. Albrecht Graf von Bernstorff versuchte, für die Auffassungen seines Onkels Johann Heinrich, damals deutscher Botschafter in Washington, Einfluss zu nehmen, da die Befürworter eines Verhandlungsfriedens den U-Boot-Krieg wegen eines möglichen Kriegseintritts der Vereinigten Staaten entschieden ablehnten. Der Beschluss für den U-Boot-Krieg vom 9. Januar 1917 enttäuschte Bernstorff zutiefst; sein Onkel verließ nach der Kriegserklärung der USA Washington und trat seinen neuen Posten in Konstantinopel an.
Im Juli 1917 trat Bethmann Hollweg als Reichskanzler zurück. Dies betrachtete Bernstorff, der sich vom Kanzler mehr erhofft hatte, zunächst als Fortschritt. Die Berufung von Georg Michaelis und drei Monate darauf die Georg von Hertlings sah er jedoch als politischen Sieg der Militärs und je länger der Krieg dauerte, desto stärker erschien ihm Bethmann Hollweg wieder in einem positiven Licht. Die russische Februarrevolution sah er als Anfang vom Ende […] der bürgerlichen Gesellschaft und befürchtete Auswirkungen auf das Kaiserreich. Albrecht Graf von Bernstorff meinte, dass Deutschland als Vorleistung für einen möglichen Verständigungsfrieden im Inneren Reformen zur Demokratisierung durchführen sollte – dies sei die einzige Chance, den Krieg zu beenden und gleichzeitig die Monarchie zu bewahren. Die Kraft, dies zu ermöglichen, konnte seines Erachtens nur aus Süddeutschland kommen, wo sich jenes Deutschtum, das am höchsten Goethe für uns verkörpert, noch existiert, […] die tiefe Fülle des Lebens, Dichtung, Musik, Menschentum, Philosophie, Kunst. Bernstorff hatte sich zu einem realpolitischen Pazifisten entwickelt.

## Der junge Diplomat in Berlin und Koblenz: 1917–1922

### Auswärtiges Amt bis zur Revolution: 1917–1918

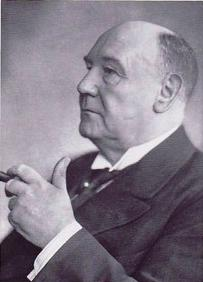
Wilhelm Solf förderte Bernstorff, der über den Staatssekretär zahlreiche namhafte Persönlichkeiten kennenlernte. Die Verbindung mit Solf war später auch dem Widerstand von Nutzen.

1917 berief das Auswärtige Amt Bernstorff zur weiteren Ausbildung in die Berliner Zentrale. Er kam zunächst in die Rechtsabteilung, womit seine Bemühungen, in die wirtschaftspolitische Abteilung zu kommen, gescheitert schienen. Bernstorff suchte den Staatssekretär Richard von Kühlmann auf, der eine Versetzung in die wirtschaftspolitische Abteilung anordnete. Dort befasste sich Bernstorff mit der Vorbereitung einer stärkeren wirtschaftlichen Zusammenarbeit zwischen dem Deutschen Reich und Österreich-Ungarn nach Vorbild der Mitteleuropa-Idee. Wenig später wurde er jedoch in die politische Abteilung unter Leopold von Hoesch versetzt, wo er von nun an in der unmittelbaren Nähe Kühlmanns tätig war. Die Abteilung hatte zu diesem Zeitpunkt vor allem mit der Vorbereitung des Friedensvertrages von Brest-Litowsk zu tun. Bernstorff war allerdings als Attaché nicht direkt in die Verhandlungen involviert, sondern blieb in Berlin. Dort wurde er Mitglied der Deutschen Gesellschaft 1914, wo über politische Richtungen hinweg über Perspektiven eines Nachkriegsdeutschlands diskutiert wurde. Der elitäre Club stand unter dem Vorsitz des liberalen Diplomaten Wilhelm Solf. Daneben besuchte er gemeinsam mit Freunden mehrmals den Altkanzler Bethmann Hollweg, dem er mittlerweile wieder hohe staatsmännische Fähigkeiten und ethische Grundwerte beimaß, auf seinem Alterssitz Hohenfinow.
Außerdem wurde Bernstorff 1917 als junger Gutsherr nach dem Dreiklassenwahlrecht in den lauenburgischen Kreistag gewählt, dem er bis zu dessen Auflösung im März 1919 angehörte.
Im April 1918 begleitete er Richard von Kühlmann bei dessen Antrittsbesuch am badischen Hof. Bei dieser Gelegenheit lernte Bernstorff auch den liberalen Prinzen Max von Baden kennen. Im folgenden Monat war er Mitglied der deutschen Delegation bei der Friedensverhandlung mit Rumänien in Bukarest, die er als den größten diplomatischen Erfolg der Mittelmächte wertete. Dort fungierte er als persönlicher Adjutant des Staatssekretärs. Anfang Juni 1918 stellte sich Kühlmann vor den Reichstag, um von den linken Kräften eine stärkere Unterstützung für einen Verhandlungsfrieden einzufordern, was Bernstorff begrüßte. Auf einem Empfang im Anschluss an die Reichstagssitzung lernte er zahlreiche einflussreiche Parlamentarier kennen, darunter die Sozialdemokraten Friedrich Ebert, Philipp Scheidemann, Albert Südekum und Wolfgang Heine, den Liberalen Conrad Haußmann und den Zentrumspolitiker Matthias Erzberger.
Anfang Oktober 1918 reiste Bernstorff nach Wien, wo er bei dem Kabinettsentwurf der letzten k.u.k-Regierung anwesend war. Sein Freund Redlich übernahm in der Regierung Max Hussarek von Heinleins das Finanzressort. Als er nach Berlin zurückkehrte, war das Kaiserreich durch die Oktoberreform in eine parlamentarische Monarchie umgewandelt worden. Neuer Außenstaatssekretär wurde Wilhelm Solf, der bisherige Leiter des Reichskolonialamtes, den Bernstorff wie folgt beschrieb: Solf ist natürlich eine Freude für mich – wäre ich 10 Jahre älter, wäre auch ich in der Regierung. Bis zu dessen Rücktritt arbeitete er als Solfs persönlicher Adjutant. Die Regierungsgeschäfte führte Max von Baden, in den Bernstorff wie viele Liberale große Hoffnungen auf die Erhaltung der Monarchie in einem freiheitlich-demokratischen Kaiserreich (Die alte deutsche Linie, die zur Paulskirche führte und 1848 abbrach.) legte. In den letzten Tagen des Hohenzollern-Reiches, am 8. November 1918, wurde Albrecht Graf von Bernstorff zum Legationssekretär ernannt und damit nach Abschluss seiner Ausbildung in den Staatsdienst übernommen.

### Novemberrevolution und DDP 1918–1920

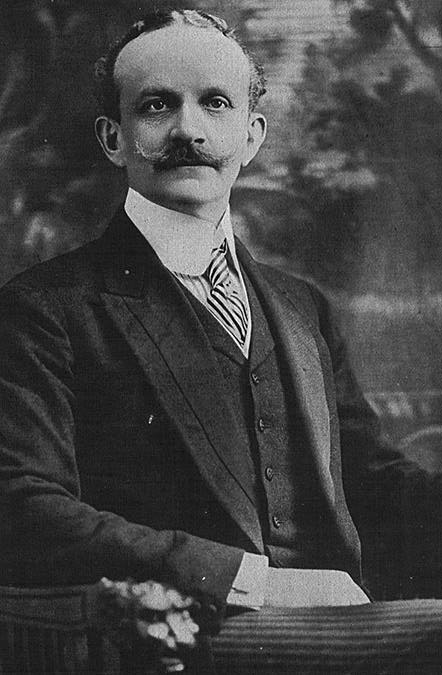
Johann Heinrich Graf von Bernstorff hatte großen Einfluss auf die politische Richtung seines Neffen.

Die Novemberrevolution lehnte Albrecht von Bernstorff anfangs ab, da er seine demokratischen Vorstellungen in einer parlamentarischen Monarchie verwirklicht sah. Den Revolutionären konnte er nichts abgewinnen, auch wenn er feststellte, dass mit Wilhelm II. vermutlich zu keinem Friedensschluss zu kommen war. Für ihn waren mit dem Scheitern des Prinzen Max von Baden die Vorstellungen eines Liberalismus in einer Monarchie begraben worden, nun müsse für eine bürgerliche Partei innerhalb der Republik gekämpft werden. Um den jungen Mitarbeiter des Auswärtigen Amtes Kurt Riezler bildete sich eine Gruppe von Diplomaten, die der Demokratie gegen die radikalen Kräfte mehr Gehalt geben wollten. Da sie die Gründung einer eigenen Partei noch ablehnten, plante Bernstorff, genau wie sein Onkel Johann Heinrich, der Fortschrittlichen Volkspartei beizutreten und auch für diese zu kandidieren, was jedoch nicht umgesetzt worden ist. Am 16. November 1918 wandte sich die Gruppe mit dem Aufruf An die deutsche Jugend! im Berliner Tageblatt an die Öffentlichkeit, in dem sie den Geist von 1848 beschwor und das Ende aller Klassenprivilegien forderte. Zu den Unterzeichnern gehörten neben Bernstorff und Riezler auch Oskar Trautmann und Harry Graf Kessler.
Statt wie zu Anfang geplant erhielt die Fortschrittliche Volkspartei aber nicht den Status der großen liberalen Partei, sondern stattdessen die neugegründete Deutsche Demokratische Partei, der Bernstorff nun mit seinem Onkel beitrat. Auf diese neue bürgerliche Partei war er stolz und die Demokraten konnten prominente Namen in ihren Reihen aufweisen, darunter Solf, Haußmann, Payer und Dernburg. In seinem typischen Humor schrieb Bernstorff ironisch: Gründung von Onkel Johnnys Demokratischem Club, der wirklich semitisch-kapitalistisch zu werden verspricht. Wir Jüngeren werden die radikale antikapitalistische Linke darstellen. Am 18. Dezember 1918 übergab Wilhelm Solf auf Druck der USPD die Amtsgeschäfte an Ulrich von Brockdorff-Rantzau, wodurch die Rückendeckung für Bernstorffs diplomatisches und parteipolitisches Engagement erheblich schwand. Das Verhältnis zu Rantzau verschlechterte sich noch, als dieser die Versetzung Bernstorffs an die deutsche Botschaft in Paris ablehnte. Stattdessen wurde ihm eine Versetzung an die deutsche Botschaft Prag angetragen, die ihm aber nicht zusagte. Als im Juni 1919 Solf als Botschafter in London im Gespräch war, versuchte Bernstorff davon ebenfalls zu profitieren. Bis zum Frühjahr 1920 hatte er im Auswärtigen Amt seit dem Abgang aus Wien mindestens fünf verschiedene Posten inne, was nicht für eine vorausschauende Personalpolitik spricht.
Am 10. September 1919 wurde Albrecht Graf von Bernstorff auf die Weimarer Verfassung vereidigt. Er hatte erkannt, dass es für Deutschland kein Zurück gab, und sich zum Vernunft-Republikaner entwickelt. Anfang 1920 übernahm er die seit einem Jahr bestehende Außenhandelsstelle des Auswärtigen Amtes, wo er mit dem Wirtschaftsfachmann Carl Melchior zu tun hatte. Stets rechnete er aber mit einer baldigen Versetzung ins Ausland. Der Papierkrieg und die wenige politische Arbeit ärgerten ihn, insgesamt hatte er nun aber auch wieder mehr Muße. Lediglich der Kapp-Putsch, den er einen Dumme-Jungen-Streich nannte, sorgte dafür, dass die Regierungsbehörden für einige Tage vorübergehend über Dresden nach Stuttgart verlegt wurden. Für ihn erschien aber selbst dies sehr aufregend und ganz unterhaltsam.

### Diplomat im eigenen Land: Koblenz 1920–1921

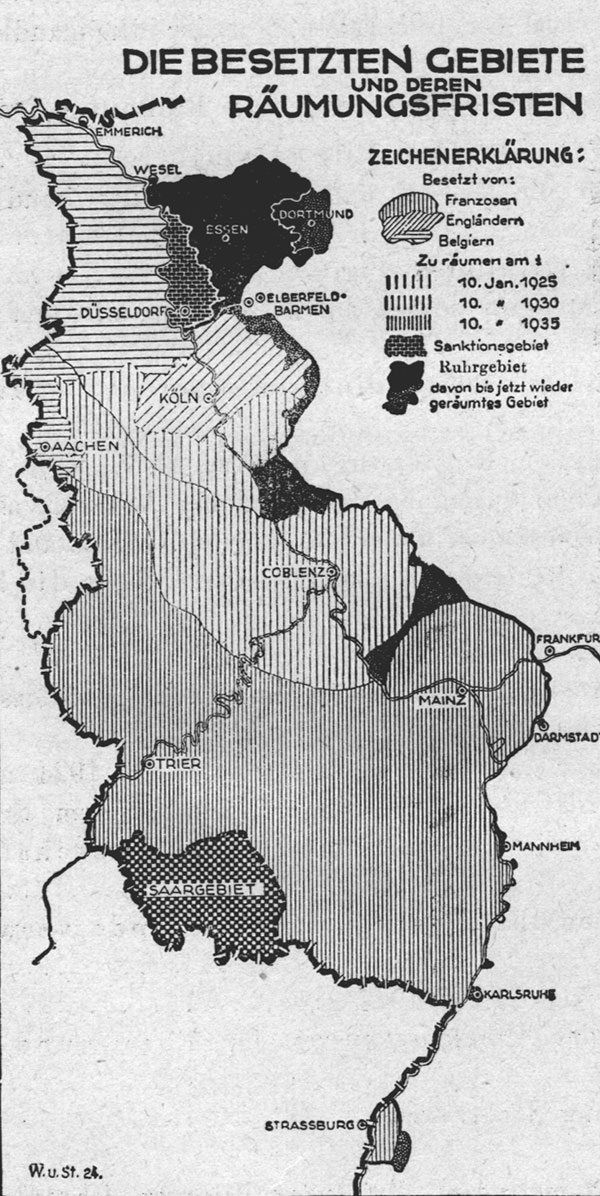
Bei der Interalliierten Rheinlandkommission vertrat Bernstorff die deutschen Interessen in den besetzten Gebieten (Karte des besetzten Rheinlandes, 1923).

Mitte April 1920 ging Albrecht Graf von Bernstorff als Legationssekretär und Mitarbeiter des Geheimen Legationsrates Arthur Mudra an die Interalliierte Rheinlandkommission nach Koblenz. In den ersten Wochen seiner Tätigkeit an der Besatzungsbehörde der Siegermächte vertrat er noch seinen Vorgesetzten, bevor er am 11. Mai selbst zum neuen Vertreter des Auswärtigen Amtes beim Reichskommissar für die besetzten rheinischen Gebiete ernannt wurde. Nun war Bernstorff imstande, seine Arbeit freier zu gestalten. Habe gute Fühlung mit Engländern und Amerikanern – mache viel Politik und wenig Akten. Zudem genoss er es, das ihm weitestgehend unbekannte Westdeutschland kennenzulernen. Dienstlich reiste er häufig nach Darmstadt, Frankfurt und Köln. Daneben hielt er regelmäßig Vortrag bei Reichsaußenminister Walter Simons und Kanzler Constantin Fehrenbach. Man scheint in Berlin sehr zufrieden mit mir, unterstützt mich auch, will mich vorläufig dort lassen, war überhaupt sehr anerkennend.
Zu seinen Aufgaben in Koblenz gehörte die Teilnahme an den Sitzungen des Parlamentarischen Beirats für die besetzten rheinischen Gebiete und dessen Wirtschaftsausschusses. Diplomatisch orientierte er sich eindeutig an der Linie der deutschen Außenpolitik. Das Londoner Ultimatum und die Reparationszahlungen sah er jedoch kritisch, da er es als paradox empfand, die Erfüllungspolitik soweit fortzuführen, bis die gesamte Wirtschaft am Boden lag, um dann den Siegermächten das Resultat der Reparationsforderungen zu präsentieren. Aus diesem Grund hoffte er auf eine langsame Abkehr von der Erfüllungspolitik und einen anderweitigen Ausgleich mit der Entente. In diesem Sinne sandte ihn Außenminister Friedrich Rosen im Juni 1921 nach London, wo er in einer Vielzahl von Gesprächen versuchte, Einfluss auf das Foreign Office auszuüben. Außerdem traf er sich mit dem Kopf der oppositionellen Liberalen, dem ehemaligen Premierminister Herbert Asquith. Vor seiner Reise hatte es Gerüchte gegeben, dass Bernstorff als Konsul nach Glasgow berufen werden sollte. Da aber der Londoner Botschafter Friedrich Sthamer Bedenken wegen des Namens Bernstorff hatte, denn Johann Heinrich Graf von Bernstorff war im Weltkrieg für eine Verständigung und damit gegen einen britischen Siegfrieden eingetreten, wurde dieser Gedanke wieder fallen gelassen. So fiel es Albrecht Graf von Bernstorff leicht, zu diesem Zeitpunkt, als sein Verbleib in Koblenz sicher war, seine Unabhängigkeit vom Auswärtigen Dienst zu vergrößern. Am 27. Juli 1921 stellte er daher ein Gesuch, ein Jahr für ein Volontariat bei dem Bankhaus Delbrück, Schickler & Co. beurlaubt zu werden. Obwohl man zunächst versuchte, ihn von diesem Plan abzubringen, gab man ihm schließlich doch statt. Gleichzeitig lobte Minister Friedrich Rosen den großen Aktionsradius Bernstorffs und betrachtete dessen Tätigkeit in Koblenz als äußerst erfolgreich.

### Delbrück, Schickler & Co.: 1921–1922
Seine Tätigkeit im Bankhaus Delbrück, Schickler & Co. begann am 28. November 1921. In der Bank hatte er allerdings keine konkreten Aufgaben, da er sich lediglich über die verschiedenen Abteilungen informieren sollte und nicht selbst tätig wurde. Aufgrund zahlreicher gesellschaftlicher Verpflichtungen fühlte er sich dennoch abgehetzt und aufgefressen. Er verkehrte bei Kurt Riezler, wo er auch dessen Schwiegervater Max Liebermann kennenlernte, Hermann von Hatzfeldt, Gerhard von Mutius und den Staatssekretär in der Reichskanzlei Heinrich Albert. Bernstorff gehörte – trotz seiner zeitweise prekären finanziellen Situation – zur High society der Hauptstadt.
Den Abschluss des Vertrages von Rapallo am 22. April 1922 nannte Bernstorff eine Dummheit. Über den Außenminister Rathenau schrieb er scherzend: Walther schützt vor Torheit nicht. Als jedoch Rathenau nur einen Monat später einem Fememord zum Opfer fiel, sprach Bernstorff von einer Viecherei, die ihre Ursache in der maßlosen Hetze der Rechten hat. Die Beschäftigung im Bankhaus Delbrück war von Anfang an auf nur ein Jahr angelegt gewesen und als diese Zeit endete, zögerte Bernstorff, in den diplomatischen Dienst zurückzukehren. Die Alternative war für ihn eine Daueranstellung in einer Bank im Ausland. Als ihm die Personalabteilung des Auswärtigen Amtes aber einen Posten an der deutschen Botschaft London anbot, sagte er zu.

## Diplomat in London: 1923–1933
„Bernstorff hat mehr als eine andere deutsche Persönlichkeit dazu getan, dass die englisch-deutschen Beziehungen sich ständig verbesserten.“

### Die ersten Jahre: 1923–1928

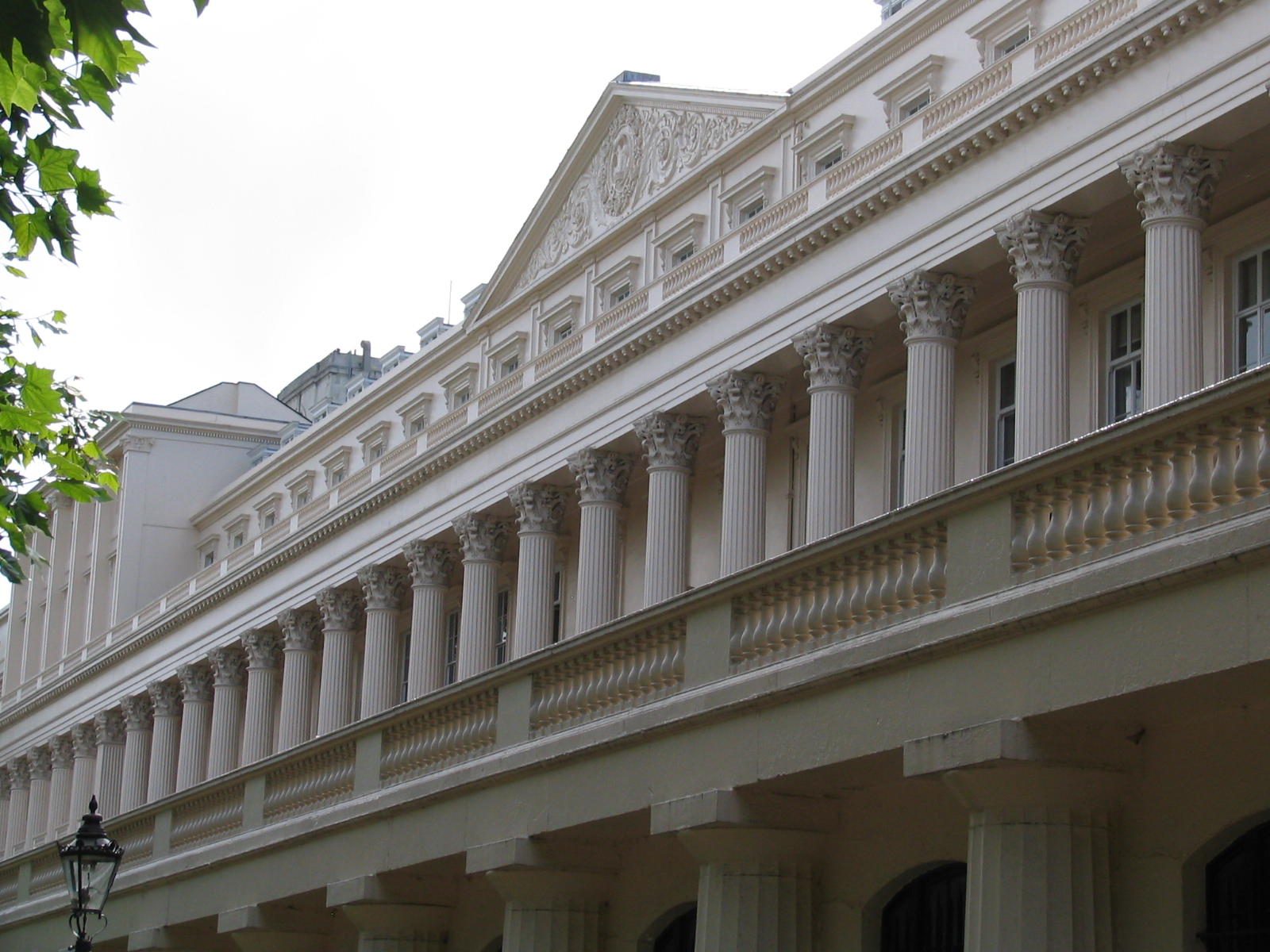
Von 1923 bis 1933 war Bernstorff an der deutschen Botschaft London tätig.

#### Vertreter der Weimarer Republik
Am 20. Januar 1923 traf Bernstorff in London ein. Seine Abreise hatte sich durch die Ruhrbesetzung mehrfach verzögert. Er übernahm den Posten eines 2. Sekretärs unter Botschafter Friedrich Sthamer. Von Anfang an war er mit dieser Position unzufrieden. In den folgenden Jahren wurden ihm immer wieder Aufstiegschancen an anderen Botschaften aufgezeigt, etwa in Kopenhagen unter Ulrich von Hassell. Bernstorff bestand jedoch auf seinen Verbleib in London, drohte des Öfteren mit seinem Austritt aus dem diplomatischen Dienst und nahm auch eine eher langsame Karriere in Kauf.
Nach einigen Monaten empfand er Sthamer als ungeeigneten Mann: Er habe in den Jahren nach dem Weltkrieg gute Arbeit geleistet, sei aber nun zu zurückhaltend und stelle gesellschaftlich nichts dar. Als Nachfolger schlug Bernstorff Harry Graf Kessler vor. Es dauerte allerdings Jahre, bis ein Nachfolger berufen wurde. Bernstorff untergrub über einen langen Zeitraum in Briefkontakten ins Auswärtige Amt die Autorität des Botschafters, da er diesen für ungeeignet hielt und auch aus eigenen Aufstiegshoffnungen seinen Abschied herbeisehnte. Eine Gehaltskürzung von 10 Prozent wegen der angespannten Haushaltslage des Reiches bereitete dem ohnehin durch den schlecht laufenden Gutsbetrieb in Stintenburg unter finanziellen Problemen leidenden Bernstorff zusätzliche Schwierigkeiten. Daher sah er sich zwischenzeitlich gezwungen, von Verwandten Geld zu leihen oder Schmuckstücke aus Familienbesitz zu verkaufen. Die Hyperinflation trug ebenfalls zu den finanziellen Sorgen bei. Bernstorff versuchte allerdings auch nicht, seinen luxuriösen Lebenswandel einzuschränken.
Sein Aufgabenbereich lag in der politischen Abteilung, wo er mit Otto Fürst von Bismarck zusammenarbeitete. Zentrales Sachthema war der Versuch einer Annäherung an Großbritannien, um die Ruhrbesetzung möglichst früh zu beenden und gleichzeitig Frankreich politisch zu isolieren. Um dies zu erreichen, müsse Deutschland, so Bernstorffs Ansicht, schon aus taktischen Gründen dem Völkerbund beitreten. Für diese Position warb er auch in einem Artikel in der Zeitung Deutsche Nation. Bernstorff rechnete damit, dass die Ruhrbesetzung noch Jahre andauern würde, weshalb er auch einen schrittweisen Abzug der Truppen begrüßte. Nach einer unvorsichtigen Äußerung in dieser Richtung, die in einer Pressemeldung als offizielle Position der Reichsregierung abgedruckt wurde, erhielt Bernstorff vom Botschafter einen Tadel. Anfang 1924 vertrat Bernstorff die Weimarer Republik bei den deutsch-britischen Luftfahrtverhandlungen, die Teil der Entwaffnung des Deutschen Reiches waren. Mit dieser Angelegenheit blieb er über Monate hinweg beschäftigt. Daneben wirkte Bernstorff im Auftrag der Wirtschaftspolitischen Gesellschaft an zahlreichen Aktionen für die Verbesserung des deutschen Images in Hinblick auf die Wirtschaft mit, darunter Buchveröffentlichungen, Reisen prominenter Deutscher nach London oder von Briten nach Berlin (etwa Graham Greene) oder finanzielle Unterstützung für die Arbeit des Journalisten Jona von Ustinov, mit dem ihn auch eine Freundschaft verband. 1927 besuchte Ustinov mit Frau und Sohn Peter Stintenburg.
Vom 16. Juli bis zum 16. August 1924 fand die Londoner Konferenz über ein neues Reparationsabkommen statt. Ab dem 6. August saßen auch deutsche Delegierte mit am Verhandlungstisch: Reichskanzler Wilhelm Marx, Außenminister Gustav Stresemann mit Staatssekretär Carl von Schubert, Finanzminister Hans Luther und Reichsbankpräsident Hjalmar Schacht. Als Vertreter der deutschen Botschaft nahm Albrecht Graf von Bernstorff an der Konferenz teil. Als Abschluss der Verhandlungen stand der Dawes-Plan, den Bernstorff als Fortschritt wertete, obgleich dieser nicht restlos befriedigend sei. Die mögliche Wahl Paul von Hindenburgs zum Reichspräsidenten beurteilte er im April 1925 mit Blick auf die außenpolitischen Perspektiven äußerst kritisch: Das ganze Kapital des Vertrauens, das in mühsamer Arbeit von fünf Jahren zwischen Deutschland und England angesammelt worden ist, wird bei einer Wahl Hindenburgs nur allzu schnell in die Binsen gehen und Deutschland wird […] wieder einmal der Blamierte sein. Doch trotz der Wahl Hindenburgs fand sein außenpolitischer Pessimismus zunächst keine Bestätigung. Stattdessen gelang es, die Annäherung in den Vertrag von Locarno münden zu lassen, den er als große Leistung Stresemanns anerkannte. 1926 wurde er Vorsitzender des deutschen Pro-Palästina Komitee, das sich für die Gründung eines jüdischen Staates in Palästina einsetzte.

#### Persönliche Kontakte als Grundlage der Diplomatie
Bedeutend für die Arbeit des Diplomaten Albrecht Graf von Bernstorff waren seine zahlreichen persönlichen Kontakte: Er pflegte auch in London neben den alten Freundschaften aus Oxforder Studientagen weiterhin seine Verbindungen ins Auswärtige Amt, besonders zu Kurt Riezler und Friedrich Gaus; daneben zu Wilhelm Solf, mittlerweile deutscher Botschafter in Japan, dessen Frau Hanna ihn mit Tochter Lagi in London besuchte, außerdem zu Hjalmar Schacht, Theodor Heuss und Siegfried von Kardorff. Besonders wichtig waren die Kontakte zu Mitarbeitern des Foreign Office und Unterhausabgeordneten, wie Philip Snowden und Herbert Asquith. Neue Freundschaften führten Bernstorff auch häufig nach Cambridge, wo er u. a. den einflussreichen Literaturkritiker Clive Bell traf. Er gehörte dem vornehmen Londoner Toby’s Club an und spielte im Queen’s Club Tennis. Über die Kulturarbeit der Botschaft begegnete er Lion Feuchtwanger, John Masefield und Edith Sitwell. Der Schriftsteller Graham Greene berichtet in seiner Autobiographie, Bernstorff 1924 Spitzeldienste für Deutschland in den von Frankreich besetzten Gebieten angeboten zu haben.  Das Pferderennen von Ascot, die Chelsea Flower Show und die Wimbledon Championships waren wie selbstverständlich auch für Bernstorff Höhepunkte des gesellschaftlichen Lebens. Alles in allem gehörte er als einer der wenigen Deutschen zu den gern gesehenen Gästen der britischen Elite und konnte dies auch für die Diplomatie nutzen.

### In der oberen Etage der Weltpolitik: 1929–1933

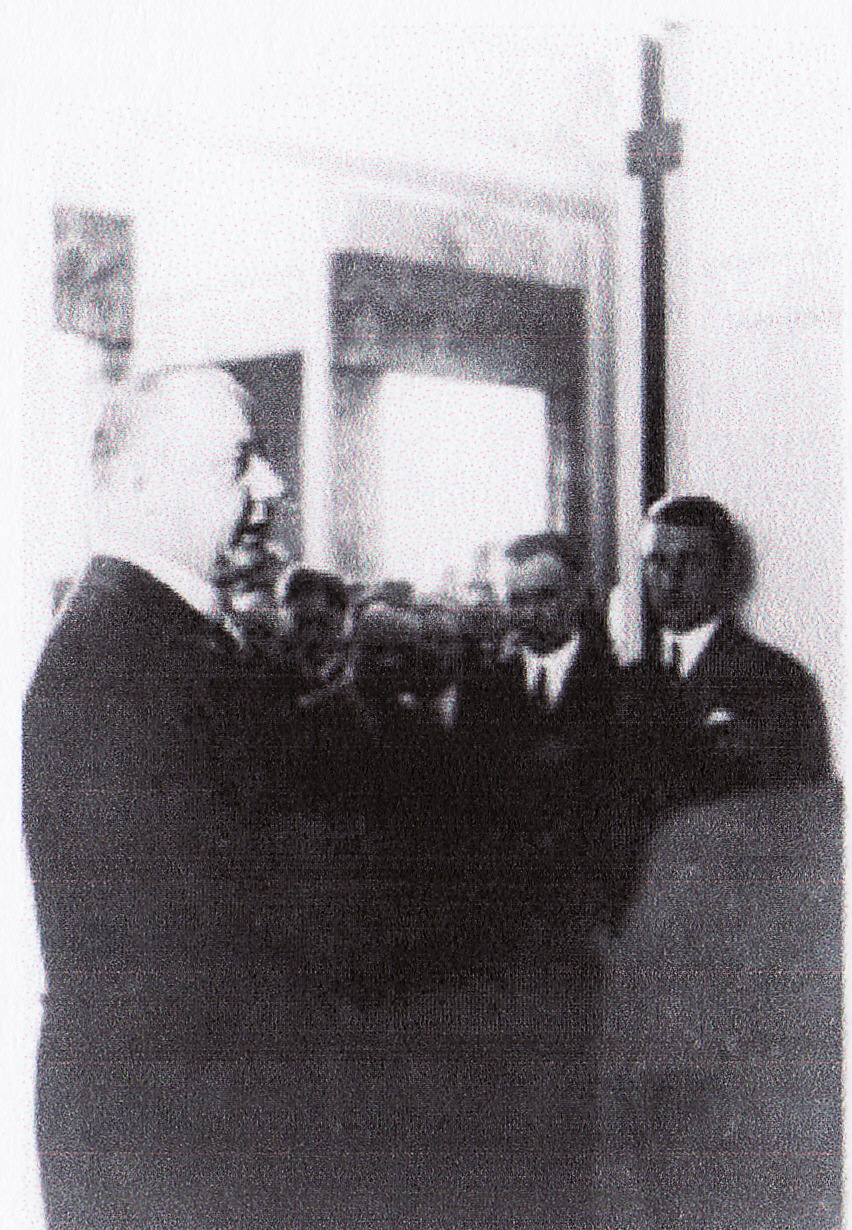
Albrecht Graf von Bernstorff in der deutschen Botschaft London.

#### Geschäftsträger der Botschaft
Anfang 1929 kam Bewegung in die Personalpolitik, als der inzwischen 72-jährige Botschafter Sthamer seinen Rücktritt ankündigte und das Auswärtige Amt nun offiziell einen Nachfolger suchte. Im Gespräch waren Harry Graf Kessler, der konservative Reichstagsabgeordnete Hans Erdmann von Lindeiner-Wildau, der bisherige Botschafter in Stockholm Rudolf Nadolny sowie der Botschafter in Rom Konstantin Freiherr von Neurath. Die Wahl fiel auf letzteren, der am 3. November 1930 sein Amt in London antrat. Zeitgleich mit Sthamer wurde auch der Botschaftsrat Dieckhoff abgezogen, dessen Vertretung der Gesandtschaftsrat II. Klasse Albrecht Graf von Bernstorff übernahm. Dabei hoffte er auf eine dauerhafte Berufung auf diesen Posten und damit auf seinen Aufstieg in den innersten Maschinenraum des diplomatischen Weltgetriebes. Am 12. Februar 1931 erfolgte tatsächlich die angestrebte Beförderung, bei der er einen Rang der diplomatischen Karriereleiter überspringen konnte.
In der deutschen Außenpolitik hatte sich unter Außenminister Julius Curtius eine stärkere Betonung der Revision des Versailler Vertrages herausgebildet, was zu einer Abkehr von der Stresemannschen Verständigung mit Frankreich führte. Gleichzeitig beobachtete Bernstorff den aufkommenden Nationalsozialismus mit Sorge. In Großbritannien hatte die Wahl vom Juni 1929 für unklare Verhältnisse gesorgt: Die Labour Party stellte zum ersten Mal mit Ramsay MacDonald den Premierminister in einer von den Liberalen tolerierten Minderheitsregierung. Diese erwies sich aber angesichts der Weltwirtschaftskrise als vollkommen überfordert, weshalb die drei großen Parteien, Konservative, Liberale und Labour, eine Koalition eingingen. MacDonalds sogenanntes National Government entwickelte sich aber aufgrund zahlreicher Parteiaustritte auf Seiten der linken Kräfte als fast rein konservative Regierung. Diese Vorgänge sorgten auch in der deutschen Botschaft für Unruhe, da sie in den deutsch-britischen Beziehungen zu großer Unsicherheit führten.
1930 fand in London die Flottenkonferenz statt, auf der Vertreter der USA, Belgiens, Frankreichs, Deutschlands, Italiens, Japans und Großbritanniens beteiligt waren. Dort verlängerten die Großmächte die Baupause für Kriegsschiffe bis 1936 und verboten den Einsatz von U-Booten gänzlich. Doch insgesamt war die außenpolitische Gefühlslage eine andere als noch in Locarno: Wir sind an einem Punkt angekommen, wo eine Politik der Verständigung beim besten Willen der Führer unmöglich gemacht wird durch die Schreiereien der Masse. […] Das kann für Europa noch tragisch enden. Im Oktober 1930 erschien im Daily Herald ein Artikel, der von Bernstorff verfasst worden war, unter dem Titel All in a Diplomat’s day. In einer Glosse desselben Blattes wurde Bernstorff als der ausländische Diplomat bezeichnet, der sich am besten in die Londoner Gesellschaft integriert habe. Jeder kennt ihn, weil er selbst jedermann kennen will.
Seit Anfang August 1931 war Botschafter Neurath auf Urlaub, weshalb Bernstorff für mehrere Monate die Geschäfte übernahm. Er genoss die Unabhängigkeit, die er als Geschäftsträger hatte. Im Januar 1932 erkrankte Neurath für vier Monate und Bernstorff konnte erneut als Geschäftsträger fungieren. Zudem häuften sich die Gerüchte aus Berlin, dass nach dem Rücktritt von Außenminister Curtius Neurath als dessen Nachfolger gehandelt würde. Zunächst übernahm Reichskanzler Heinrich Brüning selbst das Außenressort. Doch nach dem Regierungswechsel reiste Neurath am 1. Juni 1932 nach Berlin, um über seinen Eintritt ins Kabinett Papen zu verhandeln. Zwei Tage später kehrte er nach London zurück, um an der Botschaft seinen Abschied zu nehmen. So waren seine zwei Jahre Dienstzeit in London überwiegend von Abwesenheit geprägt. Bis zur Ernennung eines neuen Botschafters war Bernstorff erneut Geschäftsträger der Botschaft. Seine gesellschaftlichen und politischen Kontakte hatten den Kenner der englischen Verhältnisse bereits zuvor zum eigentlichen Herrn der Botschaft gemacht.

#### Wiedererrichtung der Rhodes-Stipendien

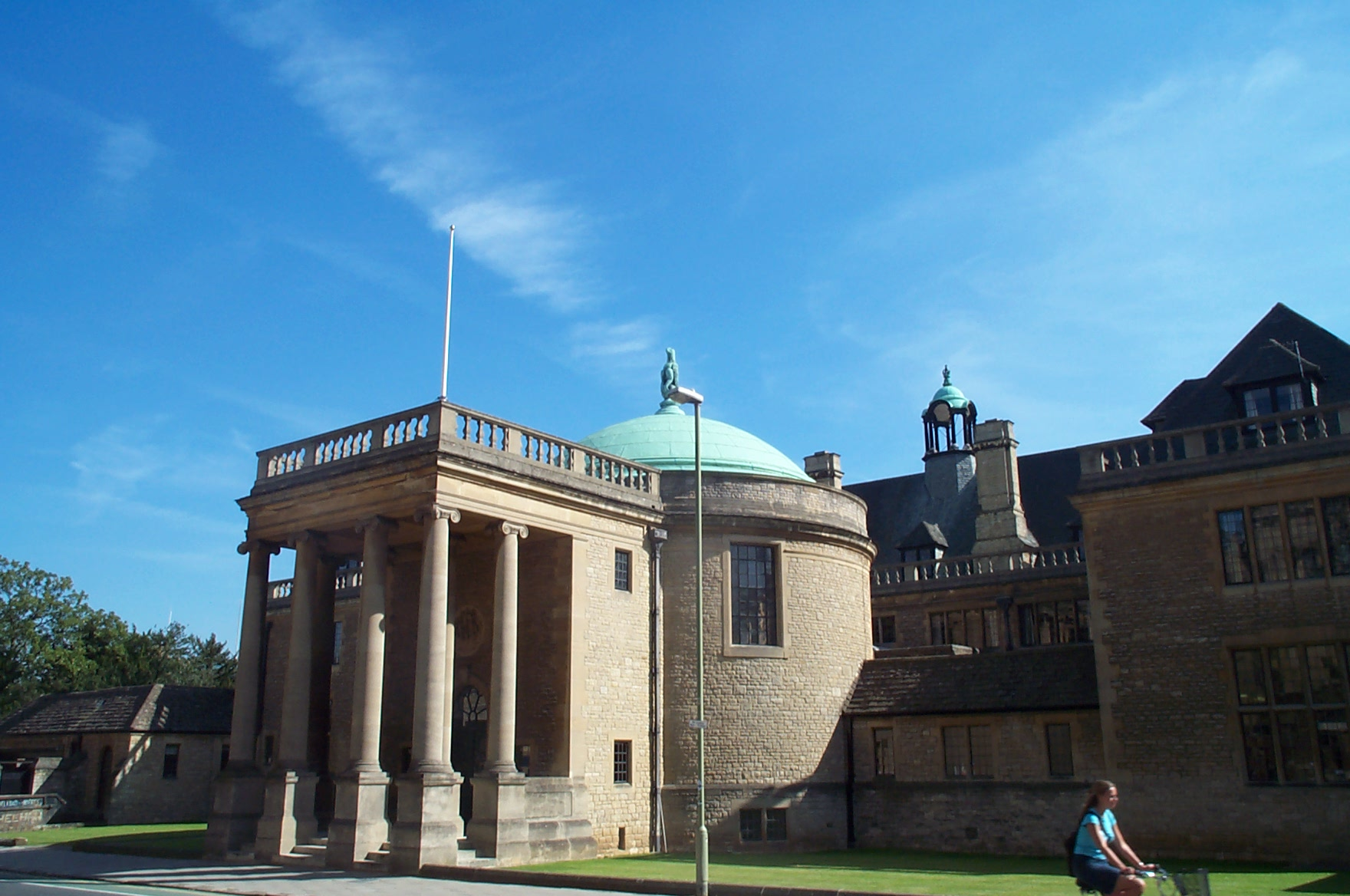
Der Sitz der Rhodes-Stiftung in Oxford

Seit seiner Rückkehr nach Großbritannien beschäftigte sich Albrecht Graf von Bernstorff mit der Wiederherstellung der Rhodes-Stipendien für deutsche Studenten. Seit 1916, als Großbritannien mit dem Deutschen Reich im Krieg stand, hatte die Rhodes-Stiftung die Stipendien für deutsche Studierende ausgesetzt. Zwar wurden die ehemaligen Stipendiaten auch weiterhin zu Veranstaltungen nach Oxford eingeladen und freundschaftliche Kontakte gepflegt, doch stieß der Wunsch nach deutschen Neustipendiaten auf starken Widerstand.
Für die Wiedererrichtung der Stipendien konnte Bernstorff seine Kontakte wirksam einsetzen: Besonders das Stiftungsmitglied Otto Beit und der einflussreiche Journalist und Politiker Philip Kerr, 11. Marquess of Lothian, förderten die Idee. Auf deutscher Seite unterstützte der Industrielle Carl Duisberg das Projekt. Auch Richard von Kühlmann und Frederick Edwin Smith, 1. Earl of Birkenhead versprachen, in Deutschland und Großbritannien finanzielle Mittel aufzutreiben. So konnte anlässlich des 25-jährigen Bestehens der Rhodes-Stiftung im Juni 1929 der Premierminister Stanley Baldwin die Neuerrichtung von zwei Stipendien für zwei Jahre bekanntgeben. Dadurch, dass es sich hierbei offiziell um zwei neue Stipendienplätze handelte, konnte eine Parlamentsdebatte geschickt umgangen werden. Kronprinz Edward stimmte diesem Schritt zu. Dieses Ereignis stieß in der britischen Öffentlichkeit auf große Resonanz. Gleichzeitig teilte die Rhodes-Stiftung den deutschen Altstipendiaten vertraulich mit, dass es einen rein deutschen Auswahlausschuss geben solle und die Zahl der Stipendien langfristig auf fünf aufgestockt werde.
Am 15. Juli 1929 sandte Bernstorff eine Denkschrift nach Oxford, in der er Vorschläge für die Zusammensetzung des Auswahlausschusses unterbreitete: Neben vier ehemaligen Stipendiaten sollten drei unabhängige Mitglieder berufen werden; für diese Posten empfahl er Friedrich Schmidt-Ott, den letzten königlich-preußischen Kultusminister, Adolf Morsbach aus dem Vorstand der Kaiser-Wilhelm-Gesellschaft und seinen eigenen Förderer Wilhelm Solf. Im September modifizierte Bernstorff seinen Vorschlag und brachte weitere Namen ins Gespräch. Die Trustees folgten in weiten Teilen seinen Empfehlungen und beriefen am 10. Oktober 1929 Schmidt-Ott, den ehemaligen Außenminister Walter Simons, Adolf Morsbach, den Juristen Albrecht Mendelssohn-Bartholdy, den Staatswissenschaftler Carl Brinkmann sowie Bernstorffs Studienfreund Harald Mandt. Für sein eigenmächtiges Vorgehen musste Albrecht Graf von Bernstorff von Seiten der ehemaligen deutschen Stipendiaten harsche Kritik einstecken. Zudem befürchtete der Oxford-Absolvent und deutschnationale Reichstagsabgeordnete Lindeiner-Wildau einen zu großen Einfluss der DDP auf das Auswahlkomitee. Zu den Sitzungen des Komitees, die von nun an wieder jährlich stattfanden, lud man nun stets namhafte Politiker ein: 1930 erschien Reichskanzler Brüning, 1932 kamen Außenminister von Neurath und Finanzminister Graf Schwerin von Krosigk. Dies zeigt, welche Bedeutung die Politik der Rhodes-Stiftung beimaß und welchen diplomatischen Erfolg Bernstorff vor diesem Hintergrund errungen hatte.
Auf der Sitzung des Auswahlkomitees 1930 lernte er den jungen Adam von Trott zu Solz kennen, der sich um ein Stipendium bewarb. Bernstorff mochte den wirklich ganz besonderen Trott, dessen Fähigkeiten er erkannte und förderte. Zwischen beiden entwickelte sich eine Freundschaft, die sie durch regelmäßige Treffen in Oxford und Tagungen in Cambridge vertieften. So brachte die Rhodes-Stiftung zwei Männer zusammen, die später als kompromisslose Gegner des Nationalsozialismus aktiv Widerstand leisteten und dafür hingerichtet worden sind.

#### Wendepunkt 1933
„Ein Deutschland, das in einen Kasernenhof verwandelt wird, kann ich nicht im Ausland vertreten.“

Zu Beginn des Jahres 1933 konnte Albrecht Graf von Bernstorff sein zehnjähriges Dienstjubiläum an der Botschaft London feiern, was in der Deutschen Allgemeinen Zeitung mit einem Artikel gewürdigt wurde. Doch die Machtergreifung der NSDAP am 30. Januar 1933 war für Bernstorff vor allem eine große Schande: Er schäme sich nun, Deutscher zu sein, da es diesem österreichischen Maulhelden Adolf Hitler gelungen war, das deutsche Volk zu verführen. Bernstorff schrieb nun zahlreiche Briefe an das Auswärtige Amt, in denen er den Chefdiplomaten die negativen Auswirkungen der Machtergreifung vor Augen führen wollte: Nahezu sämtliche ehemals deutschfreundlichen Politiker wetterten gegen das Reich, und die öffentliche Meinung in Großbritannien werde sich schon wegen eines einzelnen Faktors, des Antisemitismus, nicht wieder verbessern. Wegen seiner oppositionellen Haltung schwärzten Journalisten des Völkischen Beobachters Bernstorff am 26. März bei NS-Außenpolitiker Alfred Rosenberg an.
Entgegen der auch bei Zeitzeugen verbreiteten Annahme quittierte Bernstorff nicht selbst den Dienst, wenngleich er darüber im März 1933 intensiv nachdachte. Im Mai 1933 nahm er für zwei Wochen Urlaub, um auf Stintenburg seine Freunde Eric M. Warburg und Enid Bagnold zu treffen. Etwa einen Monat nachdem er in London wieder seine Arbeit aufgenommen hatte, erreichte ihn am 24. Juni 1933 die Nachricht, von seinem Posten abberufen zu werden. Bernstorff war von dieser Entscheidung überrascht und äußerst niedergeschlagen. Seine Abberufung fand einen starken Nachhall in der britischen Presse: Times, The Observer, Daily Telegraph, Morning Post, Evening Standard, Daily Express und Daily Herald berichteten darüber und sprachen von Anfängen einer politischen Säuberung in der deutschen Diplomatie. Auch in der deutschen Presse, namentlich in der Vossischen Zeitung und der Frankfurter Zeitung fanden sich Artikel über Bernstorffs Weggang – für einen Botschaftsrat äußerst ungewöhnlich und Beweis des Prestiges und des Erfolges Bernstorffs.
Er selbst sah sich dagegen nicht als Opfer der Nationalsozialisten, sondern führte seine Abberufung auf eine Intrige im Auswärtigen Amt zurück, um den Aufstieg Otto Fürst von Bismarcks auf seinen Posten zu ermöglichen. Nach einer Reise nach Berlin gab er Ende Juli 1933 in London mehrere Abschiedsessen. Die Krönung dieses Abschiedes bildete sein Empfang bei Premierminister MacDonald am 8. August – eine Ehre, die normalerweise ausschließlich scheidenden Botschaftern vorbehalten war. Anschließend wurden ihm weitere Monate Urlaub verordnet, bevor er noch Ende August erfuhr, entweder das Amt des Generalkonsuls in Singapur zu übernehmen oder in den einstweiligen Ruhestand versetzt zu werden. Obwohl letzteres im Herbst 1933 erfolgte, hoffte Bernstorff noch mehrere Monate, bessere Stellenangebote vom Auswärtigen Amt zu erhalten und so bald – trotz bleibender politischer Bedenken – in den diplomatischen Dienst zurückzukehren. Erst im Dezember erkannte er: Nun sind die Würfel gefallen. […] Das Auswärtige Amt hat viel zu viel Angst, mir auch nur einen Posten anzubieten.

## Zeit des Nationalsozialismus: 1933–1945
„Intellektuelle Aufrichtigkeit ist für mich wichtiger, als Karriere zu machen. Der Nationalsozialismus richtet sich gegen alles, wofür ich immer eingetreten bin: ‚Geist‘, Toleranz, Einsicht und Menschlichkeit.“

### Innere Emigration und A. E. Wassermann
Bernstorff hatte sich in Berlin nie wohlgefühlt, doch nun schien ihm die Hauptstadt als sein Exil, wo er nur noch vegetieren, nicht länger leben könne. Obwohl er seine zahlreichen Freundschaften weiterhin pflegte, flüchtete er sich vor der politischen Situation in Deutschland vor allem in Auslandsreisen. Anfang 1934 kehrte er nach Großbritannien zurück, um Bekannte wiederzutreffen und Gespräche für die Rhodes-Stiftung zu führen, anschließend reiste er zu seinem Onkel Johann Heinrich, der – selbst ebenfalls entschiedener Gegner des NS-Regimes – in die Schweiz emigriert war. Für Albrecht Graf von Bernstorff scheint die eigene Auswanderung aber nie eine Alternative gewesen zu sein, da er sich Deutschland und insbesondere seiner Heimat Stintenburg verpflichtet fühlte. Trotz seiner psychischen Niedergeschlagenheit gelang es Bernstorff 1933 und 1934, vermehrt Bekanntschaften zu gleichaltrigen Frauen zu knüpfen und eine Heirat in Erwägung zu ziehen.
Auch eine frühere Beziehung lebte wieder auf. 1922 hatte er im Kurort Weißer Hirsch in der Nähe von Dresden die damalige Schauspielerin Ellen Hamacher kennengelernt. Die war seit 1926 mit dem Komponisten und Dirigenten Rudolf Schulz-Dornburg (1891–1949) verheiratet, 1929 hatte das Ehepaar auch einen Sohn, Michael, bekommen. Dennoch gab es weiterhin Kontakte zwischen Bernstorff und Ellen Schulz-Dornburg; im März 1937 wurde ein zweiter Sohn geboren, Stefan. Bernstorff bestätigte inoffiziell die Vaterschaft. Auch wenn er das Kind – wohl aus Rücksicht auf die weitergeführte Ehe der Schulz-Dornburgs – nie offiziell anerkannte, waren die Umstände in beiden Familien spätestens seit 1942 bekannt; Bernstorff unterstützte die Schulz-Dornburgs in Folge finanziell und berücksichtigte den unehelichen Sohn in seinem Testament auch mit einer Geldsumme. Stefan Schulz-Dornburg selbst erfuhr allerdings erst 1962 von der Vaterschaft Bernstorffs.
Es dauerte nicht lange, bis er eine neue Aufgabe fand und so seine innere Emigration beendete. Am 1. März 1934 trat Graf Bernstorff in den Dienst des traditionsreichen Berliner Bankhauses A. E. Wassermann. Der Firmensitz befand sich am Wilhelmplatz Nr. 7, direkt neben dem Reichsministerium für Volksaufklärung und Propaganda. Entscheidend für den Einstieg bei der Bank war Bernstorffs persönliche Bekanntschaft zum Mitinhaber Joseph Hambuechen, den er 1931 in London kennengelernt hatte. Die Privatbank A. E. Wassermann hatte 1937 einen Umsatz von 13 Millionen Reichsmark, was auf ein verhältnismäßig kleines Institut hinweist. Das Bankhaus mit Filialen in Berlin und Bamberg befand sich nach wie vor mehrheitlich im Besitz der jüdischen Familie Wassermann. Als der Geschäftsführer Max von Wassermann im Oktober 1934 verstarb und sein Sohn Georg den Posten übernahm, stieg Bernstorff am 1. Mai 1935 zum Generalbevollmächtigten der Bank auf. Nun verfügte er als einziges Nicht-Familienmitglied in der Firmenleitung über ein hohes Festgehalt und hoffte auf die Gründung einer Filiale oder Tochtergesellschaft in London oder Washington, deren Führung er übernehmen könnte.
Neben der unsicheren Situation seit dem Ausscheiden aus dem diplomatischen Dienst war für seinen Eintritt in die Privatbank auch das Bedürfnis, jüdischen Freunden zu helfen, von Bedeutung. Das Eintreten in eine nach den Nürnberger Rassegesetzen nicht-arische Bank war ein Akt der Verweigerung der NS-Ideologie gegenüber und daher mit erheblichen Gefahren verbunden. Seit der Machtergreifung vermittelte A. E. Wassermann Geschäfte für die Palästina-Treuhand-Gesellschaft, die über Devisenhandel günstige Kredite für Auswanderer nach Palästina gewährte. Daneben ermöglichte die Treuhand-Gesellschaft über den An- und Verkauf von Waren in unterschiedlichen Währungszonen den Geldtransfer nach Palästina. Gemeinsam mit dem ehemaligen Zentrums-Politiker und Diplomaten Richard Kuenzer unterstützte Bernstorff so die Alija Bet und wirkte daran mit, jüdisches Kapital vor dem Zugriff des NS-Regimes zu retten.
Ab 1937 geriet A. E. Wassermann wegen seiner jüdischen Besitzer in Schwierigkeiten, weshalb die meisten Familienmitglieder den Vorstand verließen und durch externe, arische Teilhaber ersetzt wurden. Dies änderte aber im Grunde an der Situation nichts und im Juni 1938 gab die Bank dem Druck einer drohenden vollständigen Zwangs-Arisierung nach. Bernstorff war nun Mitinhaber, begriff sich selbst aber als Treuhänder, der die Firmengeschäfte nach dem Ende der nationalsozialistischen Herrschaft an die rechtmäßigen Besitzer zurückgeben würde. Der notgedrungene Ausstieg der jüdischen Geschäftspartner belastete ihn schwer. Am 24. März 1937 wurde Bernstorff auf seinen Wunsch hin in den dauernden Ruhestand des diplomatischen Dienstes versetzt. Er reiste nun häufiger geschäftlich durch Deutschland, nicht zuletzt als Aufsichtsratsmitglied zahlreicher Firmen: AG für Medizinische Produkte (Berlin), Ausstellungshalle am Zoo AG (Berlin), Concordia-Lloyd AG für Bausparer und Grundkredit (Berlin),  Eintracht Braunkohlenwerke und Brikettfabriken AG (Welzow) und Rybniker Steinkohlen-Gesellschaft (Katowice). 1937 besuchte er die Weltausstellung in Paris.

### Widerstand gegen das Regime
„[…] und das namenlose Elend der Juden, die jetzt jede Nacht in gewissen Schüben nach Osten verfrachtet werden, Menschen ohne Besitz und Namen, denen man alles nimmt. Die Bestie rast.“

#### Offene Ablehnung
Bernstorff hatte die Gefahr einer nationalsozialistischen Machtübernahme bereits vor 1933 erkannt, rechnete aber in den ersten Jahren der NS-Herrschaft mit einem schnellen Niedergang der Diktatur. Er glaubte an die Möglichkeit einer schnellen Rückkehr zur Republik oder sogar zu einer parlamentarischen Monarchie. Kronprinz Wilhelm erhalte nach wie vor mehr Applaus als die Diktatur der Spießer. Die Machthaber empfand er als lächerlich und machte sich in Gesprächen und Briefen über sie lustig, was ihn zunehmend in Gefahr brachte. Adolf Hitler nannte er im Schriftverkehr mit Freunden grundsätzlich Aaron Hirsch. Der inszenierte Röhm-Putsch erweckte für Bernstorff den Eindruck, das Ende des Regimes stehe unmittelbar bevor. Für ihn waren die Methoden der Nationalsozialisten die gleichen wie die der sowjetischen Tscheka, und er traute es dem deutschen Volk nicht zu, ein solches Regime in seinem Land lange zu dulden.

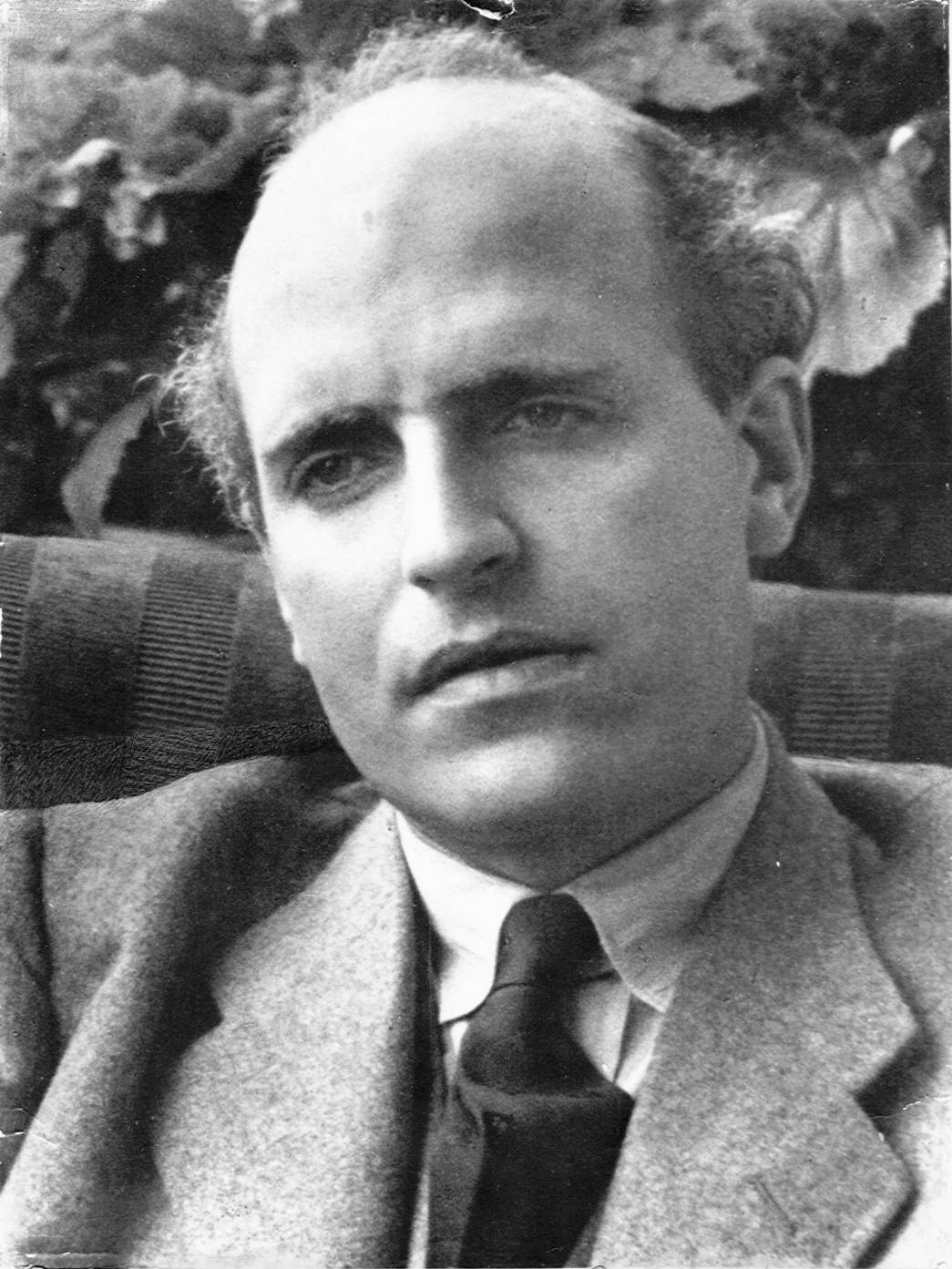
Die Freundschaft zu Adam von Trott zu Solz war Bernstorffs wichtigster Kontakt zum aktiven Widerstand.

Je mehr sich die nationalsozialistische Diktatur aber festigte, desto größer wurde Bernstorffs Verzweiflung. Der Nationalsozialismus sei der Triumph des mittelmäßigen Mannes und er könne kaum Unterschiede zwischen Faschismus und Kommunismus erkennen. Bernstorff war sicher, dass ein Kriegsausbruch nicht lange hinausgezögert würde. Der Einmarsch in Österreich und der Überfall auf Polen am 1. September 1939 bestätigten ihn in diesen Befürchtungen und in seiner Ablehnung der Machthaber. In seinem Freundeskreis in Deutschland und Großbritannien erzählte er Witze über die führenden Repräsentanten der Diktatur: Warum versagt Adolf Hitler sich jeder Frau? – Er wartet auf Sankt Helena; Eine Bombe schlägt zwischen Hitler, Mussolini und Stalin ein. Wer überlebt? – Europa. Während die meisten NS-kritischen Deutschen solche Witze nur hinter vorgehaltener Hand erzählten, tat es Bernstorff öffentlich und ohne Scheu. Gerade dadurch versuchte er, den Blick auf die Herrschenden zu relativieren, während er sich gleichzeitig selbst in das Blickfeld der Gestapo brachte.

#### Kontakte zu Widerstandsgruppen
Bernstorff verfügte über eine Vielzahl von Kontakten in den offensiven Widerstand gegen den Nationalsozialismus. Die Freundschaft zu Adam von Trott zu Solz war sein bedeutendster Kontakt zu aktiven Kräften, die einen Umsturz der NS-Diktatur herbeiführen wollten. Trott und Bernstorff standen schon allein durch die gemeinsame Tätigkeit im Rhodes-Komitee in Verbindung, doch daneben war Trott auch regelmäßig bei Bernstorff zu Gast und erhielt von diesem Empfehlungen und Kontakte, die ihm für seine Karriere von Nutzen waren, so etwa die Vermittlung des Referendariatsplatzes bei dem Anwalt Paul Leverkuehn. Daneben suchte Bernstorff Verbindungen zu NS-kritischen Journalisten wie Paul Scheffer und Friedrich Sieburg. Schließlich war er auch über Trott mit dem Kreisauer Kreis verbunden und pflegte Kontakte zu konservativen Kritikern des Krieges gegen Russland um Ernst von Weizsäcker.
Bereits in den 1920er Jahren war Bernstorff regelmäßiger Gast im SeSiSo-Club gewesen und beteiligte sich nun auch als Mitglied im Solf-Kreis, der sich um die Witwe des ehemaligen Außenstaatssekretärs, Hanna Solf, gebildet hatte. Die einzelnen Teilnehmer der Tee-Gesellschaften im Haus der Solfs an der Berliner Alsenstraße hatten Kontakte zu anderen Widerstandsgruppen und halfen Verfolgten. Während Trott nur hin und wieder erschien, gehörte Bernstorff zum Kern des Zirkels, der, obwohl im Solf-Kreis keine Umsturzpläne entwickelt wurden, zu den wichtigsten Gruppen der bürgerlich-liberalen und der aristokratischen Opposition gegen den Nationalsozialismus zählt. Im Solf-Kreis kamen auch viele ehemalige Kollegen aus dem Auswärtigen Amt zusammen. Zu den Mitgliedern gehörten u. a. Richard Kuenzer, Arthur Zarden, Maria Gräfin von Maltzan, Elisabeth von Thadden, Herbert Mumm von Schwarzenstein und Wilhelm Staehle. An den Planungen für den Umsturzversuch des 20. Juli 1944 waren die Mitglieder des Kreises nur mittelbar beteiligt. Bernstorff selbst suchte über Trott einen engeren Kontakt zum Kreisauer Kreis, dessen fortschrittliche Ideen ihn interessierten. Doch gerade die Eigenschaften, die ihm als Diplomat von Nutzen waren, seine Offenheit, Gesprächigkeit und Kontaktfreudigkeit, schlossen eine Mitwirkung im Kreis der Verschwörer vom 20. Juli aus: Helmuth James Graf von Moltke und Adam von Trott bewerteten ihn als Sicherheitsrisiko für den Widerstand und so kam eine direkte Mitwirkung Bernstorffs in Kreisau oder im Kreis um Claus Schenk Graf von Stauffenberg nicht zustande.

#### Kontakte ins Ausland
Bernstorff hielt weiterhin zahlreiche Verbindungen ins Ausland und versuchte, Briten, Amerikanern, Holländern, Dänen, Schweizern und Franzosen dabei zu helfen, ein wahrheitsgemäßes Deutschlandsbild zu gewinnen. So versuchte er beispielsweise, im Evening Standard über die Verbrechen der Nationalsozialisten zu berichten. Aus Sorge um seine Sicherheit verhinderten Bernstorffs britische Freunde jedoch die Veröffentlichung. Gegenüber Dänen und Niederländern warnte er vor den bevorstehenden Überfällen. Gemeinsam mit Adam von Trott bemühte sich Bernstorff bis Kriegsausbruch, den Auswahlausschuss der Rhodes-Stiftung vor den Eingriffen der Machthaber zu schützen, was nicht gelang. Gerade die britische Seite, dort besonders Lord Lothian, ein führender Kopf der Appeasement-Politik, unterschätzten das Risiko, das von NS-Deutschland ausging. Bernstorff hielt außerdem Kontakt zum im Luzerner Exil lebenden Altreichskanzler Joseph Wirth und verstand sich als Verbindungsmann zwischen diesem und dem Kreisauer Kreis.

#### Unterstützung für Verfolgte
Albrecht Graf von Bernstorff half aktiv Menschen, die vom nationalsozialistischen Regime verfolgt wurden – nicht nur durch seine Tätigkeit im Bankhaus A. E. Wassermann, sondern auch durch direkte Hilfe, etwa das Versteckthalten jüdischer Freunde. Gut dokumentiert ist seine Unterstützung für seinen langjährigen Freund Ernst Kantorowicz, den Bernstorff bei sich unterbrachte, seitdem er gehört hatte, es solle zur Reichspogromnacht kommen. Mit seiner Unterstützung gelang es Kantorowicz, noch 1938 Deutschland zu verlassen und in Amerika den Holocaust zu überleben. Auch versteckte er in seiner Berliner Wohnung und auf Stintenburg Jona von Ustinov (1892–1962) mit seiner Frau Nadja und seinem Sohn Peter. Darüber hinaus war Bernstorff behilflich, als die Liebermann-Villa, die einst Max Liebermann, dem verstorbenen Schwiegervater des mittlerweile emigrierten Kurt Riezler, gehörte, verkauft wurde. Außerdem bemühte er sich um Visa und Pässe für jüdische Deutsche, darunter Martha Liebermann – in diesem Fall letztlich erfolglos: Sie beging vor ihrer drohenden Deportation in das KZ Theresienstadt Suizid. Das gesamte Ausmaß der Hilfe Bernstorffs für die von den Nationalsozialisten Verfolgten ist bis heute nur bruchstückhaft erforscht und lässt sich daher nur unzureichend rekonstruieren.

### Haft im KZ Dachau

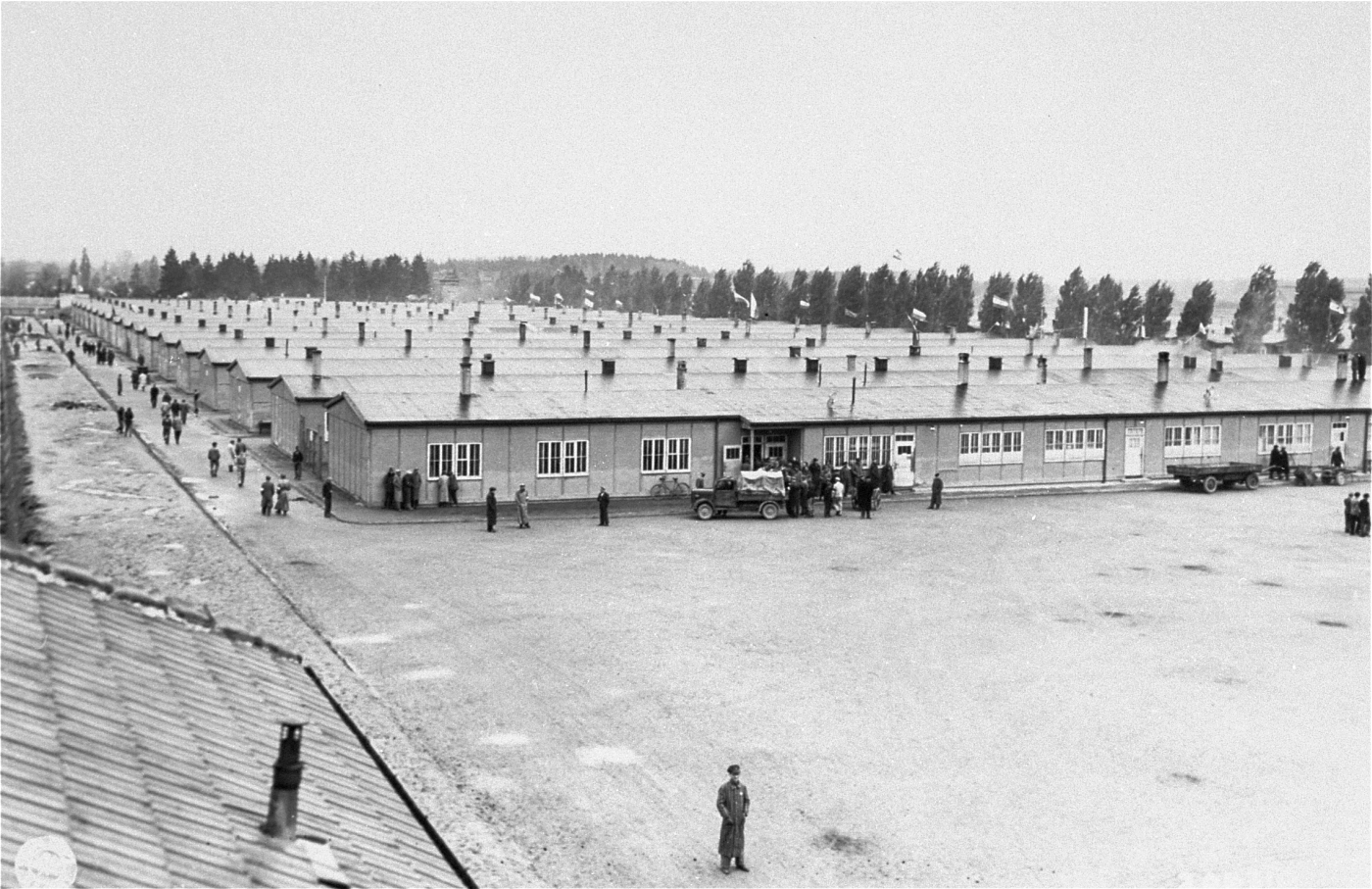
Gefangenenbaracken im KZ Dachau, wo Bernstorff von Juni bis September 1940 inhaftiert war.

Am 22. Mai 1940 kehrte Graf Bernstorff von einer Schweiz-Reise, auf der er sich auch mit Joseph Wirth getroffen hatte, nach Berlin zurück, wo er von der Gestapo in seiner Wohnung verhaftet wurde. Nachdem er zunächst in das Gefängnis Prinz-Albrecht-Straße gebracht worden war, erfolgte am 1. Juni 1940 seine Überstellung in das Konzentrationslager Dachau.
Als offizielle Begründung für seine Inhaftierung werden in unterschiedlichen Quellen die bereits bei einer Vernehmung am 3. Mai erhobenen Vorwürfe zu angeblichen Devisenvergehen in Zusammenhang mit einer (ihn nicht persönlich betreffenden) Testamentsänderung, eine Anschuldigung zur Vornahme homosexueller Handlungen sowie die um einige Tage verspätete Rückkehr aus der Schweiz genannt. Gesichert ist, dass ihm nicht seine Verbindungen ins Ausland und damit verbundene Aktivitäten der vorangegangenen Monate, die man hätte als Landesverrat werten können, zum Vorwurf gemacht wurden.
Bernstorff selbst war davon überzeugt, dass seine Verhaftung von seiner Schwägerin, Ingeborg Gräfin von Bernstorff (1904–1982), betrieben worden war. Sie war die Witwe seines jüngeren Bruders Heinrich (1891–1935). Aus der Ehe stammte ein im Jahr 1929 geborener Sohn – der einzige (offiziell anerkannte) männliche Nachkomme der Linie Bernstorff-Stintenburg. Als 1938 das Bodenrecht geändert wurde und das Familienfideikommiss nicht länger bestand, war auch der Verbleib des bis dahin diesem Neffen Bernstorffs im Erbfalle automatisch zufallenden Besitzes Stintenburg nicht länger geklärt. Bernstorffs Schwägerin fürchtete um das Erbe ihres Sohnes und fühlte sich in dieser Annahme durch die Nichtberücksichtigung ihres Sohnes im Testament einer im Januar 1940 verstorbenen Tante Bernstorffs (Helene von Hottinger) bestätigt. Sie warf Bernstorff in dem Fall vor, gegen ihren Sohn Einfluss genommen zu haben.
Ingeborg Gräfin von Bernstorff, seit April 1933 Mitglied der NSDAP, hatte gute Kontakte zu führenden Nationalsozialisten. So war Heinrich Himmler ein ihr wohlwollender Bekannter. Eine besonders enge Beziehung verband sie mit dem SS-Offizier und Leiter der Adjutantur des Reichsführers der SS, Karl Wolff, den sie 1934 kennengelernt hatte und dessen Geliebte sie nach dem Tod ihres Mannes geworden war; 1937 hatte sie einen gemeinsamen Sohn zur Welt gebracht, 1943 sollte sie Wolff heiraten. Karl Wolff hatte bereits 1935 eine Akte zu Bernstorff angelegt, in der etliche Unterlagen zur Erbschaftsfrage enthalten waren. Spätestens seit 1939 unterstützte er Bernstorffs Schwägerin bei deren Versuchen, Stintenburg als Erbe ihres Sohnes zu sichern. Bernstorffs Verhaftung am 22. Mai 1940 war nach herrschender Meinung das Ergebnis von Denunziation und Anweisungen seitens Gräfin von Bernstorff und Wolff.
Sofort nach seiner Verhaftung bemühten sich Bernstorffs Schwestern und die Gräfin Reventlow um dessen Freilassung. Ein zunächst eingeschalteter Rechtsanwalt war nicht erfolgreich. Bernstorffs Freund Hans-Detlof von Winterfeldt betraute daraufhin Carl Langbehn mit der Angelegenheit. Langbehn verhandelte in der Folgezeit mehrfach mit dem Reichsführer SS Heinrich Himmler, mit Reinhard Heydrich und Wolff. Als deutlich wurde, dass der Abschluss eines Erbvertrages Bedingung für eine Freilassung war, überredete Langbehn den inhaftierten Bernstorff zur Unterschrift. Nachdem der sein Versprechen gab, den Widerstand gegen die eigene Schwägerin aufzugeben, erfolgte am Freitag, 27. September 1940 seine Freilassung und am Dienstag, 1. Oktober 1940 der Abschluss eines Erbvertrages, der seinen Neffen begünstigte. In seinem späteren Testament änderte Bernstorff zwar die Begünstigung des Neffen nicht mehr, bezeichnete den Vertrag von 1940 aber als „erpresst“, unterstellte den Besitz bis zum 30. Lebensjahr des Neffen (1959) der Testamentsvollstreckung und übertrug den Testamentsvollstreckern die Pflicht, Ingeborg Gräfin von Bernstorff bis zu ihrem Tode den Zutritt zu Stintenburg zu verwehren. 1964 wurde Karl Wolff in München wegen zahlreicher Verbrechen in der Zeit des Nationalsozialismus angeklagt; in diesem Verfahren bestätigte Winterfeldt die Verwicklung der Schwägerin Bernstorffs und Wolffs bei Verhaftung und Freilassung Bernstorffs im Jahr 1940. Nur die Verjährung bewahrte Wolff in diesem Falle vor einer Anklage.
Nach seiner Freilassung nahm Bernstorff die Tätigkeit in der Bank trotz seiner körperlichen und seelischen Veränderungen seit der KZ-Haft sofort wieder auf. Reisen ins Ausland waren jetzt nur noch mit Sondergenehmigungen möglich, da er seinen Pass hatte abgeben müssen. Bis zu seinem Tod reiste Bernstorff noch zweimal in die Schweiz. Ansonsten gab er seinen Bekannten Briefe an Freunde im Ausland mit und erhielt auf diesem Weg Informationen. Diese Verbindungen ins Ausland liefen im Kreis um Hanna Solf zusammen, zu dem Bernstorff gehörte. Bernstorff traf sich nun wieder mit Adam von Trott, der von den fortschreitenden Planungen für das Attentat auf Hitler berichtete. Über Richard Kuenzer verfügte der Solf-Kreis auch über Kontakte zu Carl Friedrich Goerdeler, der nach einem geglückten Umsturz als Reichskanzler eingesetzt worden wäre. Obwohl Bernstorff nun vorsichtiger sein musste, da er von der Gestapo beobachtet wurde, traf er sich weiterhin mit führenden Verschwörern vom 20. Juli: den Außenpolitiker Ulrich von Hassell, Otto Kiep, Mitarbeiter von Wilhelm Canaris, sowie Rudolf von Scheliha traf er regelmäßig. Auch seine humanitäre Hilfe für Verfolgte setzte er, sofern es ihm möglich war, fort.

### Erneute Haft und Ermordung
Als Albrecht Graf von Bernstorff im Juli 1943 von seiner letzten Schweizreise zurückkehrte, wurde er von der Gestapo verhaftet und wie drei Jahre zuvor in das Gefängnis in der Prinz-Albrecht-Straße verbracht. Für die Gründe seiner Verhaftung gibt es keine stichhaltigen Hinweise. Vermutet wird zunächst ein Zusammenhang mit den unter Folter erpressten Aussagen des Geistlichen Max Josef Metzger, der bei dem Versuch, ein pazifistisches Memorandum an den schwedischen Bischof von Uppsala zu überbringen, verhaftet worden war und der in den Verhören u. a. Richard Kuenzer schwer belastete. Kuenzers Verhaftung erfolgte am 5. Juli 1943, Bernstorffs 25 Tage später. Andere Gründe könnten die Ermittlungen gegen mehrere Mitarbeiter der Abwehr unter Canaris, wie Hans von Dohnanyi, oder die Tätigkeit Carl Langbehns darstellen. Auch die zunehmende Beobachtung des Solf-Kreises durch die Gestapo kommt in Betracht.
Bernstorffs Biograph Hansen hält auch im Fall seiner zweiten Verhaftung als Grund die Fortsetzung des Streites mit Ingeborg Gräfin von Bernstorff für denkbar. Bernstorffs Verteidiger, Hellmuth Dix, habe diese Möglichkeit angedeutet. Auseinandersetzungen um Stintenburg hatte es zwischen den beiden auch nach Abschluss des Erbvertrages (1940) gegeben. Bernstorff selbst berichtete 1941 davon, dass seine Schwägerin nach wie vor in der Prinz-Albrecht-Straße (Sitz von Gestapo und SS) gegen ihn hetze. Auch während der Zeit im Ravensburger KZ äußerte Bernstorff, dass er verhaftet worden sei, weil Wolff sein Gut haben wolle.

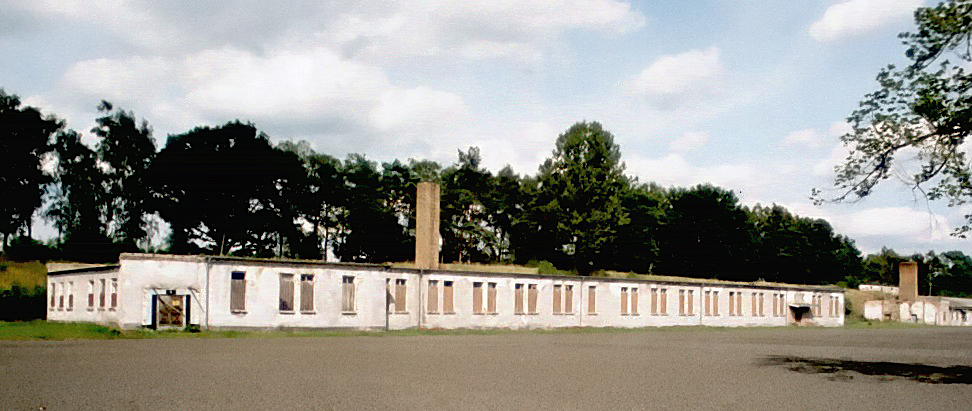
Vom 7. Februar bis zum 19. Oktober 1944 war Bernstorff Häftling des KZ Ravensbrück.

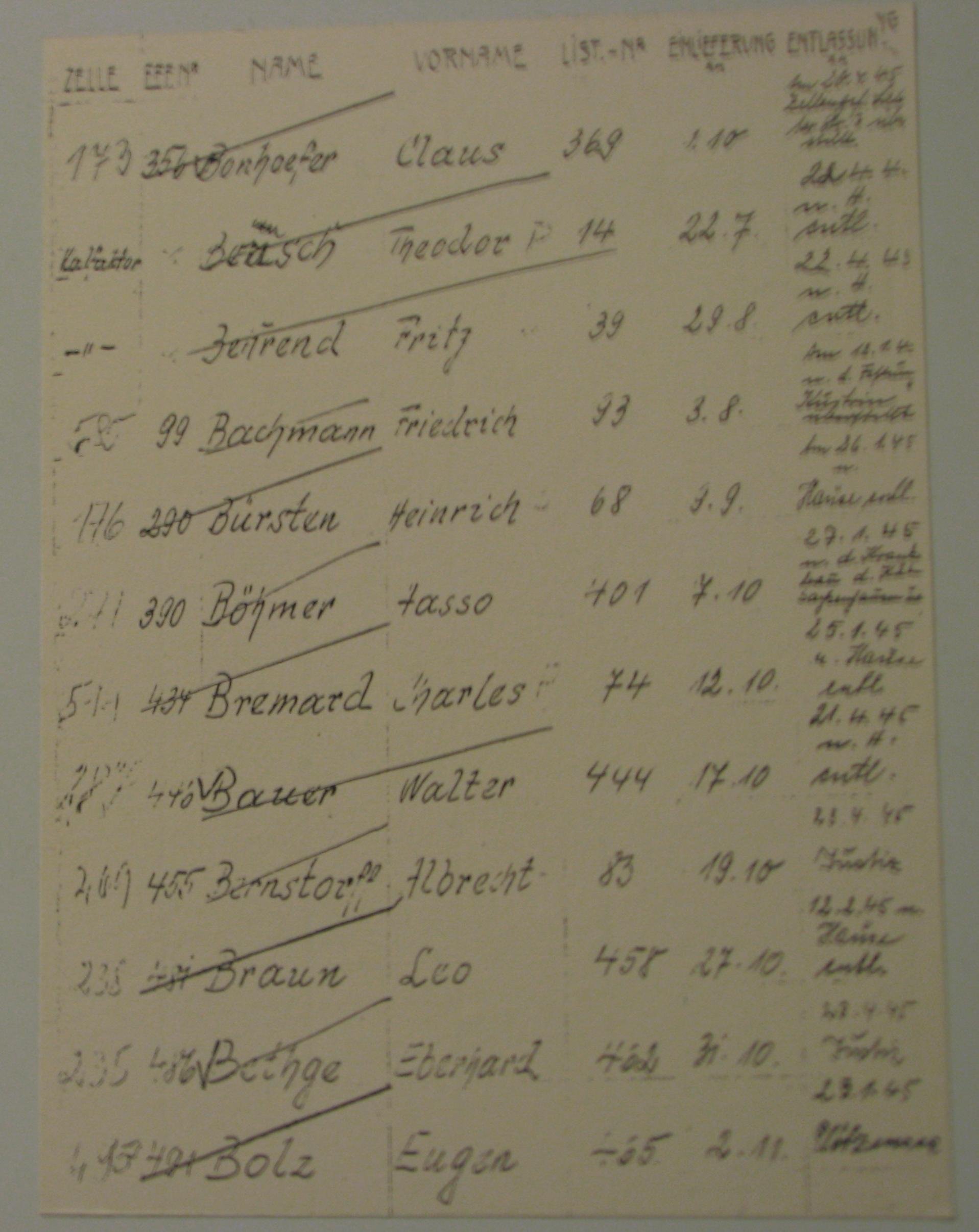
Auszug aus dem Haftbuch des Zellengefängnisses Lehrter Straße.

In der späteren Anklageschrift werden Bernstorff die Zugehörigkeit zum Solf-Kreis und seine dort geäußerten staatsfeindlichen Ansichten vorgeworfen. Die NS-Behörden hatten seit längerem gegen Hanna Solf ermittelt, und durch die Verhaftung Metzgers hatte sich der Verdacht deutlich erhärtet. Am 10. September 1943 wurde die Teegesellschaft um Hanna Solf aufgrund der Denunziation des Gestapo-Spitzels Paul Reckzeh aufgelöst. Da sich Bernstorff zu diesem Zeitpunkt bereits in Haft befand, erscheint es unwahrscheinlich, dass er als einzelnes Mitglied vor diesem Datum durch den Spitzel denunziert und daher von den Behörden verhaftet worden wäre. Eine endgültige Klärung der Gründe für seine zweite Verhaftung am 30. Juli 1943 ist aufgrund der dünnen Quellenlage nicht möglich.
Erst im September 1944 wurde die Vernehmung der sechs Angeklagten Hanna Solf, Richard Kuenzer, Albrecht Graf von Bernstorff, Friedrich Erxleben, Lagi Gräfin Ballestrem und Maximilian von Hagen abgeschlossen. Die Ermittlungen leitete Herbert Lange, der sich von den Verhören Informationen über den aktiven Widerstand erhoffte. Bernstorff und Kuenzer, die mehr als die anderen Angeklagten diese Kontakte pflegten, belasteten jedoch fast ausschließlich Personen, die sich ohnehin schon in Haft befanden oder bereits tot waren: Wilhelm Staehle, Otto Kiep, Nikolaus von Halem, Herbert Mumm von Schwarzenstein, Arthur Zarden sowie die eigenen Mitangeklagten. Am 15. November 1944 wurde schließlich gegen Bernstorff und die anderen Genannten vor dem Volksgerichtshof Anklage wegen Wehrkraftzersetzung, Feindbegünstigung und Hochverrats erhoben. Kuenzer warf die NS-Justiz zusätzlich Landesverrat vor. Bei der Schilderung des Sachverhalts entfallen nur 21 Zeilen auf Albrecht Graf von Bernstorff. Während bei den anderen Angeklagten konkrete Beschuldigungen angeführt wurden, blieben die Vorwürfe gegen Bernstorff allgemeiner Art. Die Hauptverhandlung setzte Roland Freisler für den 19. Januar 1945 an, verschob sie aber auf den 8. Februar. An diesem Datum war Freisler allerdings schon fünf Tage tot.
Bis zu seiner Ermordung saß Bernstorff fast zwei Jahre unter menschenunwürdigen Bedingungen in NS-Gefängnissen und -Lagern ein. Am 7. Februar 1944 war er zusammen mit Helmuth James Graf von Moltke, dem Kopf des Kreisauer Kreises, Otto Kiep und Hilger van Scherpenberg in das Frauenkonzentrationslager Ravensbrück eingeliefert worden, wo man sie in einer Sonderabteilung für prominente politische Häftlinge gefangen hielt. In dem Raum neben Bernstorff befand sich Puppi Sarre aus dem Solf-Kreis, neben Sarre wiederum Moltke. Unterhalb Sarres Zelle befand sich Isa Vermehrens. Obwohl die Haftbedingungen zunächst besser schienen als in der Prinz-Albrecht-Straße, begann nun die grausamste Leidenszeit Bernstorffs: Bei Verhören folterten ihn die Nationalsozialisten, was ihn körperlich sehr schwächte und auch für Krankheiten anfällig machte. Auch verfiel er in Depressionen und hielt sich psychisch mit dem Wunschtraum, wenn alles vorbei sei, ein großes Fest auf Stintenburg auszurichten, am Leben. Isa Vermehren berichtete nach dem Krieg davon, dass Bernstorff einerseits wegen seiner Intelligenz, andererseits wegen seiner weichen Angreifbarkeit besonders schlecht behandelt worden sei.
Am 19. Oktober 1944 verlegten die Nationalsozialisten Bernstorff und Lagi Gräfin Ballestrem in das Zellengefängnis Lehrter Straße in Berlin, wo zahlreiche Verschwörer des missglückten Attentats vom 20. Juli einsaßen und auf ihre Verhandlung vor dem Volksgerichtshof warten mussten. Albrecht Graf von Bernstorff kämpfte nun verzweifelt um sein Leben: Er wies seine Schwester an, von seinem Vermögen der Ortsgruppe der NSDAP eine Spende zu leisten, und seinen Geschäftspartner Joachim von Heinz bat er, bei Herbert Lange einen Bestechungsversuch zu unternehmen. Seine Schwestern sollten auch noch einmal versuchen, auf seine Schwägerin Ingeborg Gräfin Bernstorff Einfluss zu nehmen; sie könne jetzt frühere Fehler wiedergutmachen. Doch seit dem Dezember 1944, als die Haftbedingungen mit der klirrenden Kälte einen schrecklichen Höhepunkt erreichten, bereitete sich Bernstorff auf seinen bevorstehenden Tod vor: Er verfasste detaillierte Anweisungen an seine Testamentsvollstrecker. Neben der Kälte, die bei Bernstorff zu heftigem Rheuma und Erkältungskrankheiten führte, litten die Gefangenen unter den alliierten Bombenangriffen, denen sie schutzlos ausgeliefert waren. Als am 21. April 1945 einige Gefangene aus der Haft entlassen wurden, hofften Freunde und Verwandte, Bernstorff könnte auch bald freikommen.
In der Nacht des 22. April kam eine Abteilung der SS in das Gefängnis und holte insgesamt sechzehn Gefangene aus dem Keller, wo sie wegen der Gefahr durch alliierte Bomber zusammengepfercht standen. Die Gruppe wurde auf ein nahe gelegenes Trümmergrundstück am Lehrter Bahnhof geführt und dort ohne Urteil erschossen. Unter den Ermordeten waren Richard Kuenzer und Wilhelm Staehle, Klaus Bonhoeffer, Rüdiger Schleicher, Friedrich Justus Perels und Hans John. Die übrigen Gefangenen übernahmen nun schichtweise Posten für die Beobachtung der herankommenden Sowjets, zwischen 8 und 10 Uhr am 23. April übernahm Bernstorff diese Aufgabe. Da die Gefechtslinie dem Gefängnis immer näher rückte, schloss die Gestapo am 23. April das Gefangenenbuch und überstellte die Häftlinge offiziell der Justiz. Die Häftlinge kamen darauf zunächst wieder in ihre Zellen, nach mehreren Treffern der Roten Armee aber wieder in den Keller. In der Nacht vom 23. auf den 24. April erschien ein Sonderkommando des Reichssicherheitshauptamtes und nahm Ernst Schneppenhorst, Karl Ludwig Freiherr von und zu Guttenberg und Albrecht Graf von Bernstorff mit. Schneppenhorst, Guttenberg und Bernstorff wurden nie wieder lebend gesehen. Es besteht der Verdacht, dass der Erschießungsbefehl für ausgerechnet diese drei Häftlinge von Heinrich Himmler persönlich ausging. Höchstwahrscheinlich sind sie von SS-Angehörigen südlich des Gefängnisses im Bereich der Lehrter Straße erschossen worden. Ihre Leichen wurden nie gefunden.
Die anderen Häftlinge des Zellengefängnisses Lehrter Straße wurden am Tag darauf, dem 25. April gegen 18 Uhr entlassen.

## Erinnerung

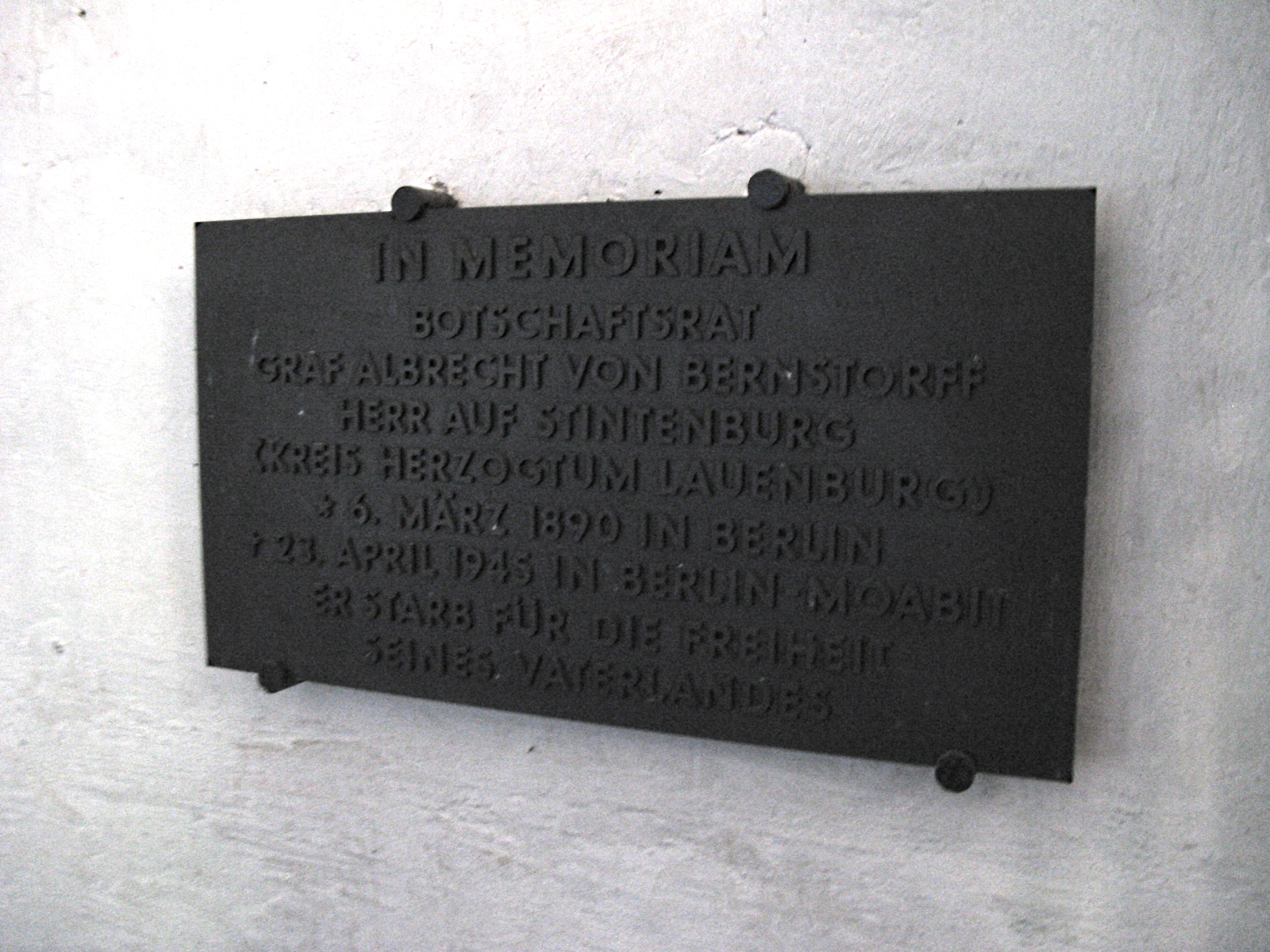
Gedenktafel für Albrecht Graf von Bernstorff in der Pfarrkirche Lassahn, der Patronatskirche der Bernstorffs, gestiftet von Eric M. Warburg.

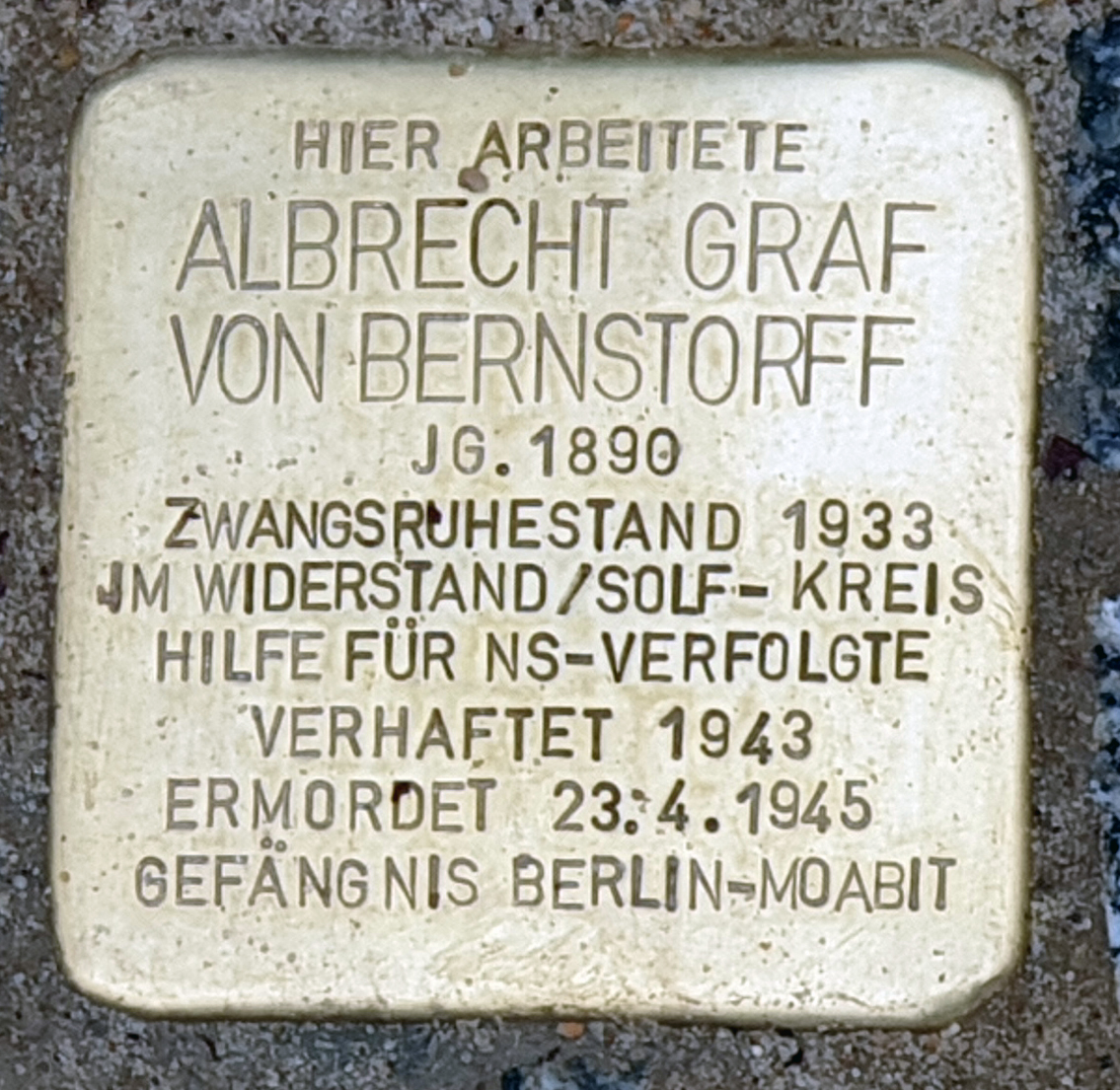
Stolperstein am Haus, Wilhelmstraße 92, in Berlin-Mitte

In der Bundesrepublik erfuhren das Leben und Werk Albrecht Graf von Bernstorffs bald nach dem Zusammenbruch des NS-Regimes eine Würdigung. 1952 gab Elly Gräfin Reventlow eine Gedenkschrift unter dem Titel Albrecht Bernstorff zum Gedächtnis heraus, 1962 folgte Kurt von Stutterheim mit Die Majestät des Gewissens. In Memoriam Albrecht Bernstorff, mit einem Vorwort von Theodor Heuss. Bereits bei einer Feier zum zehnten Jahrestag des gescheiterten 20. Juli-Attentats im Bonner Stadttheater am 21. Juli 1954 benannte der dort neben dem Bundeskanzler auftretende Redner Eugen Gerstenmaier Bernstorff als einen von zehn hingerichteten Mitgliedern des Widerstands im Auswärtigen Amt.
Stintenburg auf der Insel im Schaalsee, das seit Bernstorffs zweiter Festnahme unter der Verwaltung von NS-Beamten stand, befand sich direkt an der Grenze der Besatzungszonen, war jedoch seit dem Barber-Ljaschtschenko-Abkommen ab November 1945 Teil der sowjetischen Besatzungszone. So kam das Gut zur DDR, wo die Leistung Bernstorffs als liberaler Adliger und Demokrat in der Opposition gegen Hitler nicht mit der antifaschistischen Staatsdoktrin übereinstimmte und daher weitgehend unbekannt blieb. Die Familie Bernstorff lebte in Westdeutschland, abgeschnitten von ihrem einstigen Besitz Stintenburg. Nach der Wende kam Stintenburg wieder in den Besitz der Familie. 1989 eröffnete zudem die Gedenkstätte Deutscher Widerstand im Bendlerblock ihre Dauerausstellung, in der Bernstorffs gedacht wird. 1992 fand in London eine Gedenkveranstaltung der deutschen Botschaft für Albrecht Graf von Bernstorff statt. Botschafter Hermann Freiherr von Richthofen sowie Vertreter des Deutschen Historischen Instituts und der Universität Erlangen würdigten in ihren Reden die Verdienste Bernstorffs um die deutsch-britischen Beziehungen. Ihre Beiträge wurden anlässlich Bernstorffs 50. Todestages 1995 als Memorial Lecture veröffentlicht. In der Deutschen Botschaft London erinnert eine Gedenktafel an ihn.
1996 erschien mit Knut Hansens Dissertation Albrecht Graf von Bernstorff: Diplomat und Bankier zwischen Kaiserreich und Nationalsozialismus die erste Bernstorff-Biografie. Im Jahr 2000 errichtete das Auswärtige Amt – nun wieder in Berlin – eine Gedenktafel für die Angehörigen des diplomatischen Dienstes, die im Widerstand gegen den Nationalsozialismus ihr Leben ließen. Auch Albrecht Graf von Bernstorff wird auf diese Weise vom Auswärtigen Amt geehrt. Anlässlich des 50. Jahrestages der Ermordung Bernstorffs wurde vor Gut Stintenburg ein Gedenkkreuz für ihn errichtet. Bei der dortigen Kranzniederlegung des Auswärtigen Amtes und des Ministerpräsidenten des Landes Mecklenburg-Vorpommern war auch Marion Gräfin Dönhoff anwesend. 2004 fand anlässlich des 60. Jahrestages des Attentats vom 20. Juli auf der Stintenburg die von der Robert Bosch Stiftung ermöglichte Ausstellung der Festspiele Mecklenburg-Vorpommern statt, die auch an Bernstorff erinnerte. In diesem Zusammenhang wurden Gedenkkonzerte in der Lassahner Pfarrkirche, ehemals Patronatskirche der Familie, veranstaltet. Dort befindet sich eine von Eric M. Warburg gestiftete Gedenktafel für Bernstorff.
Trotz der zahlreichen Würdigungen und der allgemeinen Anerkennung seiner Lebensleistung sind bis heute weder eine Straße oder ein Platz noch eine Schule nach Albrecht Graf von Bernstorff benannt.
Am 5. November 2021 wurde vor dem ehemaligen deutschen Außenministerium, Berlin-Mitte, Wilhelmstraße 92, ein Stolperstein verlegt.